# 2019冠状病毒病疫苗
2019冠状病毒病疫苗是旨在提供针对严重急性呼吸道综合征冠状病毒2型（SARS-CoV-2）的获得性免疫力的疫苗，该病毒是导致2019冠状病毒病（COVID-19）的病毒。
在COVID-19大流行之前，关于引起严重急性呼吸系统综合症（SARS）和中东呼吸系统综合症（MERS）等疾病的冠状病毒的结构和功能已经有了既定的知识体系。这些知识在2020年初加速了各种疫苗平台的开发。SARS-CoV-2疫苗最初的重点是预防有症状的、往往是严重的疾病。2020年1月，SARS-CoV-2基因序列数据通过GISAID共享，到2020年3月，全球制药业宣布了解决COVID-19的重大承诺。2020年，第一批COVID-19疫苗被开发出来，并通过紧急授权和有条件批准向公众提供。最初，大多数COVID-19疫苗是两剂量的疫苗，唯一的例外是单剂量的強生2019冠狀病毒病疫苗。然而，人们发现疫苗的免疫力会随着时间的推移而减弱，需要人们接种加强剂量的疫苗以保持对COVID-19的免疫力。
COVID-19疫苗在减少COVID-19的传播和降低COVID-19造成的严重程度和死亡方面的作用被广泛称赞。根据2022年6月的一项研究，从2020年12月8日至2021年12月8日，COVID-19疫苗在185个国家和地区额外防止了1440万至1980万例死亡。许多国家实施了分阶段分配计划，优先考虑并发症风险最高的人群，如老年人，以及暴露和传播风险高的人群，如医护人员。

## 疫苗概況

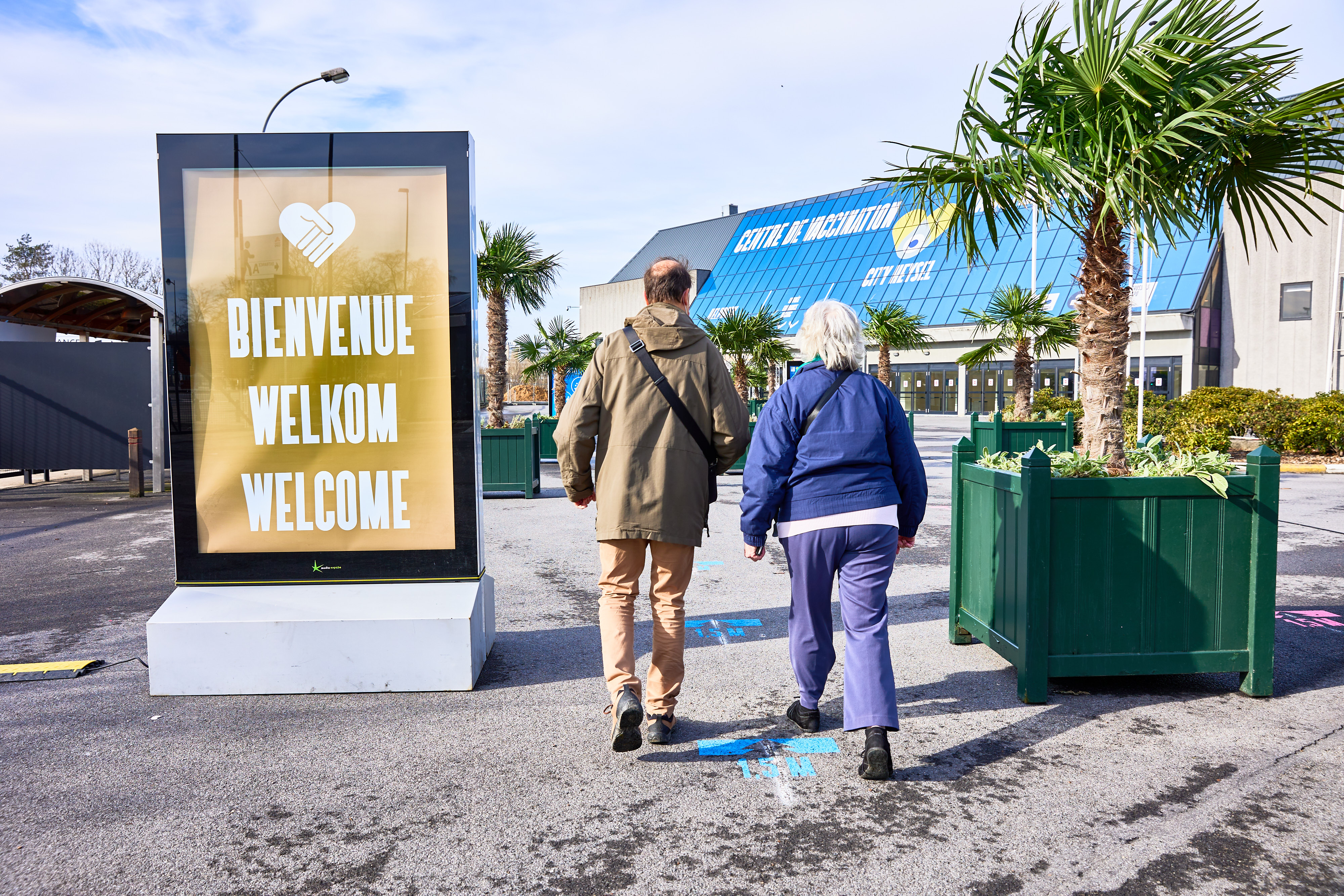
在比利時布魯塞爾的一個疫苗接種中心

针对数种动物的冠状病毒引发疾病的疫苗已经被研制，包括针对禽类传染性支气管炎病毒、犬冠状病毒和猫冠状病毒的疫苗。 
此前，针对可感染人类的冠状病毒的疫苗的研制工作，主要是针对严重急性呼吸道综合征冠状病毒（SARS）和中东呼吸综合征冠状病毒（MERS）的疫苗，也有过一定进展。SARS和MERS的疫苗已经完成了動物試驗。
截至2020年，还没有针对SARS的对人类安全有效的治疗性或保护性疫苗被研制出来。根据2005年和2006年发表的论文，识别并研发治疗SARS的新疫苗和药物是当时世界各国政府和公共卫生机构的优先事项。
同样，目前暂时没有针对MERS的经过试验的疫苗。当MERS正在流行时，人们认为当时已有的对SARS的研究可能为研发针对MERS的疫苗和药物提供借鉴。截至2020年3月，一种基于DNA的MERS疫苗已完成了人类的I期临床试验；另外三种基于病毒载体的MERS疫苗则正在进行临床试验，其中两种是腺病毒载体疫苗（ChAdOx1-MERS、BVRS-GamVac），另一种则是改良牛痘病毒载体疫苗（MVA-MERS-S）。
截至2021年2月，66种SARS-CoV-2候选疫苗正在进行临床试验，其中17种Ⅰ期临床试验，23种Ⅰ–Ⅱ期临床试验，6种Ⅱ期临床试验和20种Ⅲ期临床试验。在Ⅲ期临床试验中，几种COVID-19疫苗在预防症状性COVID-19感染的效力高达95％。目前有至少18种疫苗获得至少一个政府医药监管机构的紧急批准：3种RNA疫苗（輝瑞-BioNTech疫苗、莫德纳疫苗以及沃森疫苗），至少6种灭活疫苗（国药北京生物众爱可维、国药武汉生物众康可维、CoviVac、QazVac、巴拉特生物技术科瓦克辛（Covaxin）、科兴疫苗以及深圳康泰疫苗），4种病毒载体疫苗（“卫星V”、牛津-阿斯利康疫苗、康希诺疫苗、強生疫苗），以及5种蛋白质亚基疫苗（安徽智飞疫苗、EpiVacCorona、阿布達拉、高端疫苗、诺瓦瓦克斯疫苗）。截至2022年5月19日，世界卫生组织把11款疫苗列入紧急使用清单：輝瑞-BioNTech疫苗、牛津-阿斯利康疫苗及該疫苗的印度版（COVISHIELD）、強生疫苗、莫德纳疫苗、众爱可维（国药北京生物）、科兴生物（CoronaVac）、科瓦克辛（Covaxin）、诺瓦瓦克斯疫苗及該疫苗的印度版科沃瓦克斯（Covovax）、克威莎疫苗。 接种COVID-19疫苗可以大大降低SARS-CoV-2传播、感染和死亡风险。
许多国家已经实施了分阶段的分配计划，优先考虑并发症风险最高的人群（例如老年人）和暴露、传播风险较高的人群（例如医护人员）。根据国家卫生机构的官方报告，截至2021年1月8日，全球已施用1770万剂COVID-19疫苗。国药集团估计在2021年将生产30億劑疫苗，阿斯利康制药预测将生产30亿剂，輝瑞公司将生产20亿剂，而莫德纳公司计划将生产7-10亿剂。印度估计在2021年能生产35億劑新冠疫苗。到2020年12月，各国已预订购了超过100亿剂疫苗；大约一半的疫苗由高收入国家购买，而这些国家人口仅占世界人口的14％。目前，各国也在加速生产疫苗，推进群众大力接种疫苗，疫苗接种人次在逐步上升。為使疫苗在全球普及應用，世衛牽頭的COVAX確保發展中國家及低收入國家都可獲取基本的疫苗供應。

## 背景與時間線

各国/地区COVID-19疫苗批准状态
全面授权，正在进行大规模疫苗接种
紧急使用授权，正在进行大规模疫苗接种
紧急使用授权，有限的疫苗接种
全面授权，计划大规模疫苗接种
紧急使用授权，计划大规模疫苗接种
有待紧急使用授权
沒有數據

2019年12月1日，由SARS-CoV-2引起的一种疾病在中华人民共和国湖北省武汉市发现，早期当局隐瞒、拖延、掩盖疫情一个月左右，并通过中国春运扩散到全中国，后于世界范围内首次被发现，随后通报国际社会，全球各国陆续检测发现此病传播已久，后来该疾病被命名为2019冠状病毒病。2020年，该疾病导致的2019冠状病毒病疫情在世界各地蔓延，因應這場人類公共衛生史上百年一遇的大瘟疫，使得前所未有的大量资金和人力被用于研发针对该疾病的疫苗。许多组织正在利用已经公开的基因序列研发SARS-CoV-2疫苗。大约有35家企业和学术机构参与到这一进程之中，其中3家，包括莫德纳、Inovio Pharmaceuticals及昆士兰大学，得到了流行病防备创新联盟（CEPI）的支持。根据2020年3月10日的一份报告，当时全世界有约300项正在进行的前期研究。
2020年3月，美国政府、医疗行业和大学向研究人员提供了访问IBM的超级计算机以及亚马逊、微软和谷歌的云计算资源的权限。这些计算资源的提供者成立了2019冠状病毒病高性能计算联盟，其正被用于预测疾病传播、模拟可能的疫苗以及筛选数千种化合物以设计针对2019冠状病毒病的疫苗或治疗方案。
2020年3月上旬，CEPI公布了20亿美元的筹资目标，以建立一个涵盖公共组织、私人组织、慈善组织和民间社会组织的全球合作伙伴关系，以加速2019冠状病毒病疫苗的研发。丹麦、芬兰、德国、挪威和英国政府承诺支持CEPI为研发2019冠状病毒病疫苗所做的努力。 
2020年5月18日，中华人民共和国领导人习近平应世界卫生组织总干事谭德塞邀请，在第73届世界卫生大会视频会议开幕式上发表《团结合作战胜疫情 共同构建人类卫生健康共同体》的致辞，其中提到“中国新冠疫苗研发完成并投入使用后，将作为全球公共产品”。
2020年6月4日，中华人民共和国国务院总理李克強在全球疫苗峰會視像會議致辭，表示中國將繼續支持世界衛生組織在統籌疫苗研發等方面發揮作用，亦願意為全球疫苗免疫聯盟提供捐助。8月24日，李克强在湄公河合作第三次领导人会议上发言，称中国的疫苗研制完成并投入使用后，将优先向湄公河国家提供。
2020年8月11日，俄罗斯总统普京宣布，俄罗斯完成全球第一款COVID-19疫苗。但俄罗斯尚未公布候选疫苗的第Ⅰ期或第Ⅱ期临床试验结果，候选疫苗也尚未进入第Ⅲ期临床试验。
2020年10月，世界衛生組織牽頭實施COVAX項目，旨在于2021年底前购入20亿支COVID-19疫苗，並优先向发展中国家提供。
2020年11月9日，澳大利亚开始生产由阿斯利康研发的2019冠状病毒病疫苗。同日，辉瑞公司及其合作伙伴BioNTech SE（BNTX）宣布所开发的疫苗有效性超过90%。11月11日，俄羅斯宣布該國研發的Sputnik V疫苗有效性达到92%。11月16日，莫德纳宣布該公司研發的疫苗有效性达94.5%。阿斯利康和牛津大学宣布兩家機構聯合研發的AZD1222疫苗有效性可达90%。
2020年11月，世界卫生组织表示，全球有213种COVID-19疫苗正在被研發，其中49种疫苗进入临床试验阶段。
2020年12月2日，英國藥品及保健品管理局批准緊急使用輝瑞製藥與BioNTech合作研發的BNT162b2疫苗，並於12月9日展開全民接種計劃。日本參議院全体会议於12月2日一致表决通过修改后的《预防接种法》，内容包括由国家承担日本民众接种COVID-19疫苗的费用。
12月7日，中华人民共和国澳门特别行政区应变协调中心强调，特区政府预计于年底引进首批疫苗。同月，中华人民共和国四川已经针对12类高风险人员开展了COVID-19疫苗紧急接种。同月，莫斯科70多个站点启动COVID-19疫苗接种工作，自愿申请接种的医护人员、教师等高风险感染人群将优先接种该疫苗，优先接种人群为医护人员、教师等高风险感染人群。4日，芜湖开展冬春季COVID-19疫苗摸底，这次摸底是为统筹做好该市COVID-19疫苗、流感、肺炎链球菌肺炎等疫苗接种，建立落实多病共防机制的前期工作。
2020年12月11日，美國食品藥物管理局宣布批准緊急使用輝瑞製藥與BioNTech合作研發的BNT162b2疫苗。同月，世界卫生组织表示，虽然一些COVID-19疫苗已陆续推出并开始接种，但目前仍不清楚疫苗是否能防止人体感染SARS-CoV-2。
2020年12月31日，世界衛生組織率先核准使用輝瑞製藥與BioNTech合作研發的辉瑞－BioNTech 2019冠状病毒病疫苗。同日，中华人民共和国國務院召開的疫情防控記者會上宣布，國藥集團生物新冠滅活疫苗已獲中华人民共和国國家藥監局批准附條件上市。
2021年1月11日，世卫组织宣布，已有40多个国家开始接种COVID-19疫苗。
2021年1月30日，强生公司宣佈研發的疫苗的單劑有效率为66%。
2021年2月3日，中华人民共和国外交部發言人汪文斌宣布，中國正式加入COVAX计划，將提供1000萬劑疫苗用於發展中國家急需。
2021年2月5日，世界卫生组织总干事谭德塞表示，全球新冠疫苗接种数量已经超过了报告的感染病例总数。
2021年2月15日，世界卫生组织批准紧急使用阿斯特捷利康与牛津大学共同研发的牛津－阿斯利康2019冠状病毒病疫苗。
2021年2月24日，由印度血清研究所生產的60萬劑阿斯利康疫苗運抵加納首都阿克拉，加納因而成為世界衛生組織疫苗分配計劃（COVAX）的首個受益國。
2021年3月8日，芬兰研究人员研发出一款鼻喷式2019冠状病毒病疫苗，计划几个月内开展临床试验。
2021年3月12日，強生公司研发的強生2019冠狀病毒病疫苗獲得欧盟和世卫组织發出緊急使用許可。这是世卫组织和欧盟首次批准使用單次接种的新冠疫苗。
2021年3月31日，俄罗斯注册了全球首个用于动物的新冠疫苗。
2021年4月30日，美國莫德納公司研發的莫德納疫苗獲得世界衛生組織核准緊急使用授權，是世衛組織第五種列入緊急使用清單的新型冠狀病毒疫苗。
2021年5月5日，美國政府宣布總統拜登同意臨時豁免新型冠狀病毒疫苗的專利保護，以促進疫苗的全球供應，世衛組織發言人讚揚是「里程碑時刻」，世衛組織總幹事譚德塞在推特稱美國的行動是「应对全球卫生挑战的强有力的领导范例」。
2021年5月7日，中国国药集团研发生产的BBIBP-CorV獲得世界衛生組織核准緊急使用授權，是世界卫生组织第六种列入緊急使用清單的新型冠狀病毒疫苗。
2021年5月14日，深圳康泰生物宣布公司研发的新型冠状病毒灭活疫苗已获批在中国紧急使用，已启动开展疫苗III期临床试验相关工作。
2021年6月1日，中国科兴生物研发生产的克尔来福疫苗獲得世界衛生組織核准緊急使用授權，是世界卫生组织第七种列入緊急使用清單的新型冠狀病毒疫苗。
2021年6月28日，輝瑞旗下動物藥廠硕腾捐贈第一批試驗性質動物用COVID-19疫苗給美國加州奧克蘭動物園，老虎、熊、美洲獅和雪貂為第一批接種對象，該園之後也會為靈長類、果蝠和豬等動物注射疫苗。
2021年7月26日，由中国工程院院士、军事科学院军事医学研究院研究员陈薇领衔团队所研发的雾化吸入用重组新冠疫苗（腺病毒载体）在《柳叶刀·传染病》发表I期临床研究数据。这是全球首个发表的新冠疫苗黏膜免疫临床试验结果。
2021年10月11日，世衛組織疫苗顧問小組表示完成注射兩劑中國科興克爾來福或國藥眾愛可維疫苗的60歲或以上長者、中度至嚴重免疫力低下的族群，仍然有很高的受感染及演變為重症的風險，建議為這類族群在完成接種第二劑科興或國藥疫苗後的一至三個月，再追加多一劑世衛組織列入緊急使用的疫苗作為加強劑，這是世衛組織首次建議打第三針疫苗。
截至2021年10月末，全球已接种了超过70亿剂疫苗，其中阿联酋及中国的接种率已超过八成，智利及柬埔寨的接种也接近八成水平。非洲国家均在20%以下，其中南非的接种率最高，为19%，坦桑尼亚、尼日利亚及埃塞俄比亚只有1%的人口接种疫苗。
2021年11月3日，印度研發的科瓦克辛疫苗獲世衛組織批核緊急使用授權，在完成兩劑接種兩個月後的有效率為78%。
2021年11月12日，康希诺研發的全球首款吸入式腺病毒载体新冠疫苗克威莎亮相第五届海南国际健康产业博览会。
2021年12月17日，由美國诺瓦瓦克斯医药開發後授權印度血清研究所生產的科沃瓦克斯獲世衛組織發出緊急使用授權。
2021年12月21日，世衛組織向美國諾瓦瓦克斯醫藥原廠發出诺瓦瓦克斯2019冠状病毒病疫苗的緊急使用授權。
2022年1月25日，辉瑞和德国生物新技术公司宣布正式启动针对变异新冠病毒奥密克戎毒株的疫苗临床试验。
2022年4月3日，国药集团中国生物二代重组蛋白新冠疫苗获得国家药品监督管理局颁发的临床试验批准文件。
2022年5月20日，世界衛生組織對中國製造商康希諾生物研發的單劑型COVID-19疫苗克威莎核發緊急使用授權。
2022年6月30日，台灣高端生物製劑表示旗下高端新冠肺炎疫苗正参与世界衛生組織主导的团结实验，并将在结果公布后向世卫组织申请核發緊急使用授權。
2022年9月4日，康希诺发布公告，表示自己研发的全球首个吸入用新冠疫苗克威莎雾优在中国获批紧急使用。
2022年9月初，多国相继批准针对奥密克戎BA.1或BA.4/5的新冠二价疫苗。
2023年1月，康希诺开始试生产一款尚处于临床试验阶段的疫苗，這款疫苗也是中国使用mRNA技术研发的首批疫苗之一。
2023年1月19日，国药集团中国生物复诺健生物科技针对奥密克戎变异株研发的新冠mRNA疫苗获得国家药品监督管理局临床试验批件。
2024年1月10日，北京科興中維生物技術公司確認，科興生物「克爾來福」疫苗已經停產，病毒學家常榮山曾經建議不要打滅活疫苗，並說病毒流行株的抗原性變化較大，最好打mRNA疫苗、重組蛋白疫苗。中國生物製藥在2024年1月15日透露，通過投資科興中維，從中收到接近60億元人民幣的分紅，當時疫苗存貨仍有大約4億支。

## 疫苗列表

### 获得紧急使用授权或全面授权的疫苗

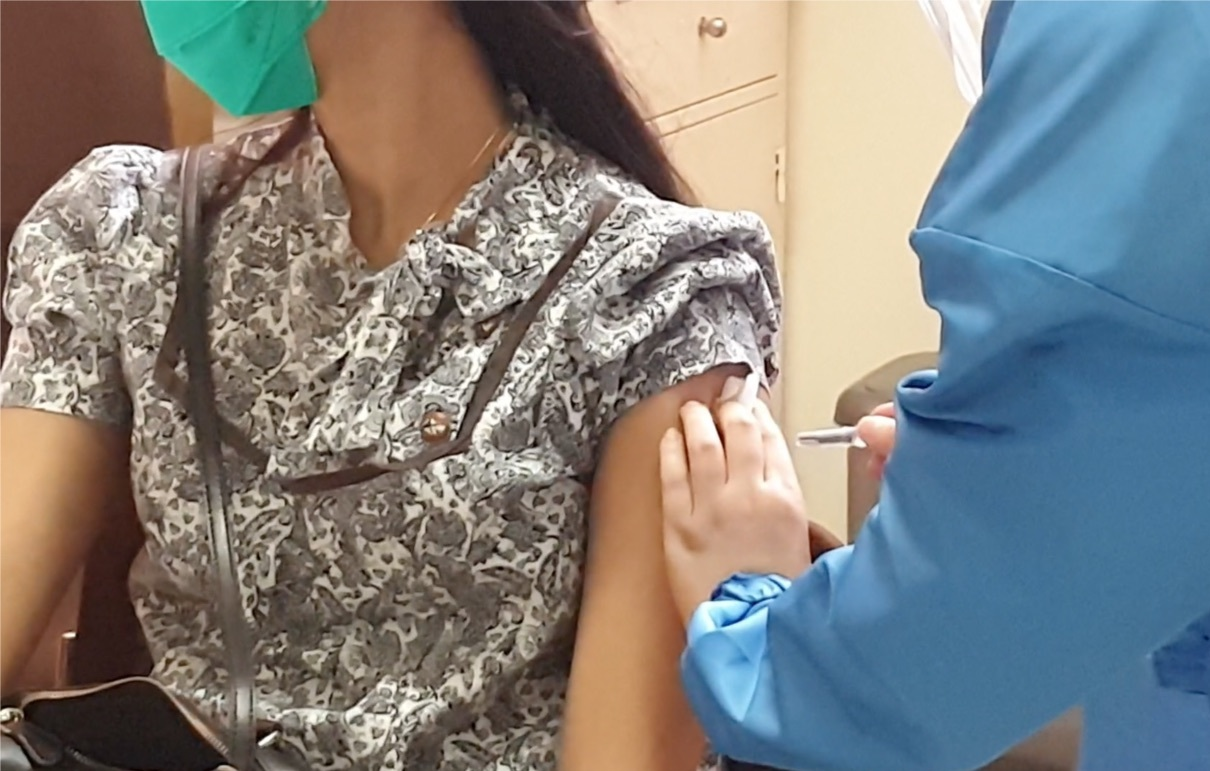
志愿者在印度尼西亚的科兴生物公司进行的Ⅲ期临床试验中接受了克尔来福疫苗的注射。

- 科兴生物研发了一种名为克尔来福的灭活疫苗，并对743名志愿者进行了Ⅰ/Ⅱ期临床试验，结果显示没有严重的不良反应。2020年7月，科兴生物在巴西启动了一项Ⅲ期临床试验，随后于8月在印度尼西亚和9月在土耳其开启Ⅲ期临床试验[119][120]。12月25日，土耳其的研究人员宣布该疫苗的有效率为91.25％。 尽管有7371名志愿者参与了土耳其的试验，有效率数据仅基于752名接受了疫苗的志愿者和570名接受了安慰剂的志愿者[121]。2021年1月12日，圣保罗布坦坦研究所宣布该疫苗在巴西Ⅲ期临床试验的有效率为50.38％[122]。4月11日，布坦坦研究所公布了该疫苗在巴西的Ⅲ期临床试验的最终结果，并将该疫苗的有效率修正为50.7%。[123]

- 巴拉特生技（英语：Bharat Biotech）的灭活疫苗BBV152（又称Covaxin）于2020年6月开始临床试验，成为首款进入临床试验的印度研制新冠候选疫苗[124]。10月23日，巴拉特生技宣布开启Ⅲ期临床试验，将在印度25个地点招募26,000名志愿者参与[125]。2021年1月3日，印度政府授予BBV152紧急使用授权[126]。巴拉特生技于3月3日宣布Ⅲ期临床试验中期分析结果显示该疫苗的有效率为81%[127]，并于4月21日宣布第二次中期分析结果，将该疫苗的有效率从81%修正为78%[128]。

- 哈萨克斯坦生物安全问题研究所研发的灭活疫苗QazVac于2020年9月开启Ⅰ期临床试验，有44名志愿者参与[129]。12月，Ⅲ期临床试验在哈萨克斯坦国内开始，3000名志愿者参与[130]。哈萨克斯坦于2021年4月下旬开始向公众接种疫苗[131]。

- 中国人民解放军军事科学院军事医学研究院陈薇院士领衔与天津疫苗公司康希诺生物联合研发的一种基于重组腺病毒疫苗的，名为Ad5-nCoV的候选疫苗的I期临床试验于2020年3月开始在武汉招募108名健康成年人，而试验数据的收集工作则计划持续到2020年底[132][133][134]。2021年2月21日，康希诺生物向中国国家药监局提交附条件上市申请[135]，2月25日获国家药监局附条件批准注册申请[136]。康希诺生物表示其一剂疫苗在接种后28天的有效率为65.28％[137]。

- 俄罗斯加马列亚流行病与微生物学国家研究中心研发的一种基于5型、26型腺病毒名为Gam-Covid-Vac的新冠疫苗。研究人员于2020年6月开启临床试验。8月11日，总统普京宣布俄罗斯监管机构已批准该疫苗，并将其商品名命名为“卫星V”[138]。2021年2月2日，研究人员在《柳叶刀》上发表了Ⅲ期临床试验数据，显示疫苗的效力为91.6％[139]。

- 美国强生公司的26型腺病毒载体疫苗Ad26.COV2.S于2020年7月开启Ⅰ/Ⅱ期临床试验。9月，强生公司开始Ⅲ期临床试验，但因一名志愿者出现不良反应，试验于10月12日暂停。试验在11天后恢复[140]。2021年2月24日，美国食品药品监督管理局发表了对试验的分析，总结该疫苗在美国的有效性为72％，在南非为64％，在拉丁美洲为61％[141]。

- 安徽智飞龙科马生物制药与中国科学院微生物研究所合作研发了一种蛋白质亚基疫苗。Ⅱ期临床试验于2020年7月启动。12月，Ⅲ期临床试验启动，该项试验将招募29000名志愿者[142]。

- 古巴芬莱疫苗研究所开发了一种名为“主权2号”的三剂疫苗。芬莱研究人员于2020年10月开始Ⅰ期临床试验，随后于12月进行了Ⅱ期临床试验。2021年3月3日，芬莱疫苗研究所注册了“主权2号”的Ⅲ期临床试验[143]。6月19日，古巴生技制药（英语：BioCubaFarma）表示，该疫苗接种第二剂后的有效率为62%[144]。

- 美国国家过敏和传染病研究所（NIAID）与莫德纳合作开发了一种RNA疫苗，该疫苗产生的蛋白质与冠状病毒表面的突触相匹配，因此该疫苗不含有冠状病毒或者其他类别的病毒[46]。NIAID登记了这种名为mRNA-1273的候选疫苗的一项Ⅰ期临床试验，其志愿者为来自西雅图的45名健康成年人[145]，而其招募工作则于2020年3月19日完成[146]。位于佐治亚州亚特兰大市的埃默里大学则于4月启动另一项Ⅰ期临床试验[147]。Ⅲ期临床试验于7月27日开始，这项试验将在美国约89个地点招募30,000名志愿者[148]。11月16日，莫德纳宣布了该试验的第一批初步数据，试验志愿者中一共有196例COVID-19病例，其中185例为接受了安慰剂的志愿者，11例为接受了疫苗的志愿者。研究人员估计该疫苗的效力为94.5％，远高于疫苗测试开始时专家的预测[149]。2021年4月13日，莫德纳宣布Ⅲ期临床试验的最新数据显示该疫苗的有效率为>90%和重症病例的有效率为>95%[150]。

| 研制機構                                                                                    | 代號或名稱                      | 疫苗平台         | 技术                                      | 接种剂次及间隔时间                                                                                | 临床试验階段 | 授权 |
| ------------------------------------------------------------------------------------------- | ------------------------------- | ---------------- | ----------------------------------------- | ------------------------------------------------------------------------------------------------- | --- | --- |
| 科兴生物                                                                                    | 克尔来福（CoronaVac）           | 滅活病毒         | 灭活SARS-CoV-2病毒（Vero细胞）            | 2剂次 3–8周                                                                                       | Ⅲ期臨床 巴西临床试验：最终分析结果显示有效率为50.7%，需就医病例有效率为83.7%，中症和重症有效率为100%。 土耳其临床试验：发表在《柳叶刀》的中期分析显示症状性病例有效率为83.5%，需住院病例有效率为100%。 人数：30648 地点：巴西、印度尼西亚、土耳其、中华人民共和国、智利 | 紧急使用授权（50） - WHO - 印尼 - 土耳其 - 巴西 - 智利 - 哥伦比亚 - 阿塞拜疆 - 玻利維亞 - 老撾 - 烏拉圭 - 墨西哥 - 柬埔寨 - 菲律宾 - 泰国 - 马来西亚 - 乌克兰 - 巴基斯坦 - 巴拿马 - 埃及 - 尼泊尔 - 孟加拉国 - 南非 - 沙特阿拉伯 - 新加坡 全面授权（2） - 中国大陆 - 香港                              |
| 国药集团武汉生物制品研究所                                                                  | 众康可维（WIBP-CorV）           | 滅活病毒         | 灭活SARS-CoV-2病毒（Vero细胞）            | 2剂次 3–8周                                                                                       | Ⅲ期臨床 发表在《美国医学会杂志》的中期分析结果显示有效率为72.8%。 人数：51600 地点：摩洛哥、巴林、埃及、约旦、阿联酋、秘鲁 | 紧急使用授权（4） - 阿联酋 - 北馬其頓 - 秘魯 - 委內瑞拉 全面授权（1） - 中国大陆 |
| 国药集团北京生物制品研究所                                                                  | 众爱可维（BBIBP-CorV）          | 滅活病毒         | 灭活SARS-CoV-2病毒（Vero细胞）            | 2剂次 3–8周                                                                                       | Ⅲ期臨床 发表在《美国医学会杂志》的中期分析结果显示有效率为78.1%。 人数：48000 地点：阿根廷、巴林、埃及、约旦、阿联酋 | 紧急使用授权（80） - WHO - 埃及 - 约旦 - 巴基斯坦 - 塞尔维亚 - 伊拉克 - 摩洛哥 - 匈牙利 - 柬埔寨 - 老撾 - 秘魯 - 尼泊尔 - 委内瑞拉 - 阿根廷 - 黎巴嫩 - 伊朗 - 马尔代夫 - 斯里兰卡 - 孟加拉国 - 印度尼西亚 - 泰国 - 沙特阿拉伯 - 墨西哥 - 南非 全面授权（5） - 阿联酋 - 巴林 - 中国大陆 - 塞舌爾 - 澳門 |
| 巴拉特生技                                                                                  | 科瓦克辛                        | 滅活病毒         | 灭活SARS-CoV-2全病毒                      | 2剂次 14天                                                                                        | Ⅲ期臨床 最终分析结果显示症状性病例有效率为77.8%，重症病例有效率为93.4%。 人数：25800 地点：印度 | 紧急使用授权（9） - WHO - 印度 - 伊朗 - 辛巴威 - 毛里裘斯 - 尼泊爾 - 巴拉圭 - 墨西哥 |
| 生物安全问题研究所                                                                          | QazVac                          | 滅活病毒         | 灭活SARS-CoV-2病毒                        | 2剂次 21天                                                                                        | Ⅲ期臨床人数：3000 地点：哈萨克斯坦 | 紧急使用授权（1） - 哈萨克斯坦 |
| 深圳康泰生物                                                                                | 可维克（KCONVAC）               | 灭活病毒         | 灭活SARS-CoV-2病毒（Vero细胞）            | 2剂次 28天                                                                                        | Ⅲ期臨床 人数：28000 地點：馬來西亞、智利 | 紧急使用授权（1） - 中国大陆 |
| 俄罗斯科学院丘马科夫中心                                                                    | CoviVac                         | 灭活病毒         | 灭活SARS-CoV-2病毒                        | 2剂次                                                                                             | Ⅲ期臨床 人数：32000 地点：俄罗斯 | 紧急使用授权（1） - 俄罗斯 |
| 中国医学科学院医学生物学研究所                                                              | 科维福                          | 滅活病毒         | 灭活SARS-CoV-2病毒（Vero细胞）            | 2剂次                                                                                             | Ⅲ期臨床 人数：34020 地点：巴西、马来西亚 | 紧急使用授权（1） - 中国大陆 |
| 康希诺生物、 军事科学院军事医学研究院生物工程研究所                                         | 克威莎（Ad5-nCoV）              | 非复制性病毒载体 | 重组5型腺病毒载体                         | 1剂次                                                                                             | Ⅲ期臨床 中期分析结果显示症状性病例有效率为65.7%，重症病例有效率为90.98%。 人数：40000 地点：阿根廷、智利、墨西哥、巴基斯坦、俄罗斯 | 紧急使用授权（8） - WHO - 墨西哥 - 巴基斯坦 - 匈牙利 - 智利 - 阿根廷 - 马来西亚 - 厄瓜多尔 - 印度尼西亚 全面授权（1） - 中国大陆 |
| 加马列亚流行病与微生物学国家研究中心                                                        | 卫星V（Gam-COVID-Vac）          | 非复制性病毒载体 | 5型、26型腺病毒載體                       | 2剂次 21天                                                                                        | Ⅲ期臨床 发表在《柳叶刀》的中期分析结果显示有效率为91.6%。 人数：36858 地点：俄罗斯、白俄罗斯、委内瑞拉、阿联酋 | 紧急使用授权（73） - 白俄罗斯 - 阿根廷 - 塞尔维亚 - 玻利维亚 - 阿尔及利亚 - 巴勒斯坦 - 委内瑞拉 - 巴拉圭 - 土库曼斯坦 - 匈牙利 - 阿联酋 - 几内亚 - 印度 全面授权（1） - 俄罗斯 |
| 牛津大学、 阿斯利康制药                                                                     | Vaxzevria（AZD1222）            | 非复制性病毒载体 | 黑猩猩腺病毒载体（ChAdOx1）               | 2剂次 28天                                                                                        | Ⅲ期臨床 发表在《柳叶刀》的中期分析结果显示有效率为81.3%。 人数：42759 地点：美国、阿根廷、智利、哥伦比亚、法国、秘鲁、巴西 | 紧急使用授权（132） - WHO - 英国 - 欧盟 - 阿根廷 - 萨尔瓦多 - 印度 - 墨西哥 - 孟加拉国 - 尼泊尔 - 巴基斯坦 - 伊拉克 - 摩洛哥 - 台湾 - 加拿大 - 日本 全面授权（2） - 澳大利亚 - 巴西 |
| 杨森制药（強生公司）、 贝斯以色列女执事医疗中心                                             | Ad26.COV2.S                     | 非复制性病毒载体 | 26型腺病毒載體                            | 1剂次                                                                                             | Ⅲ期臨床 发表在《新英格兰医学杂志》的中期分析结果显示中症至重症病例有效率为66.1%，重症病例有效率为85.4%。 人数：44325 地点：美国、阿根廷、巴西、智利、哥伦比亚、墨西哥、秘鲁、南非                                                                                       | 紧急使用授权（98） - WHO - 美国 - 欧盟 - 聖文森特和格林納丁斯 - 南非 - 巴林 - 加拿大 - 马来西亚 - 印度尼西亚 全面授权（2） - 瑞士 - 澳大利亚 |
| 加马列亚流行病与微生物学国家研究中心                                                        | Sputnik Light                   | 非复制性病毒载体 | 26型腺病毒載體                            | 1剂次                                                                                             | Ⅲ期臨床 人数：6000 地点：俄罗斯 | 紧急使用授权（1） - 俄罗斯 |
| 国家病毒学与生物技术研究中心                                                                | EpiVacCorona                    | 蛋白质亚基       | 肽抗原                                    | 2剂次                                                                                             | Ⅲ期臨床人数：3000 地点：俄罗斯 | 紧急使用授权（1） - 俄罗斯 全面授权（1） - 土库曼斯坦 |
| 安徽智飞龙科马生物制药、 中国科学院微生物研究所                                             | 智克威得（ZF2001）              | 蛋白质亚基       | 重组刺突蛋白（CHO細胞）搭配佐剂           | 3剂次 第1剂次和第2剂次间隔4–8周，第2剂次和第3剂次间隔至少4周，第3剂次需在第1剂次接种后6个月内完成 | Ⅲ期臨床人数：29000 地点：中国大陆、厄瓜多尔、印度尼西亚、巴基斯坦、乌兹别克斯坦中期有效性分析保護率為81.76%，對重症及以上的保護效力為100%，對Alpha變異株的保護效力為92.93%，對Delta變異株的保護效力為77.54%，疫苗安全性良好。                                           | 紧急使用授权（4） - 中国大陸 - 乌兹别克斯坦 - 印度尼西亚 - 哥伦比亚 |
| 芬莱疫苗研究所                                                                              | 主權2號                         | 蛋白质亚基       | 刺突蛋白搭配佐剂                          | 3剂次                                                                                             | Ⅲ期臨床 中期分析结果显示接种两针的有效率为62%。 人数：44010 地点：古巴 | 紧急使用授权（1） - 伊朗 |
| 古巴基因工程与生物技术中心                                                                  | 阿布達拉                        | 蛋白质亚基       | 刺突蛋白受体结合域                        | 3剂次                                                                                             | Ⅲ期臨床 中期分析结果显示有效率为92.28%。 人数：48000 地点：古巴 | 紧急使用授权（1） - 古巴 |
| 莫德纳、 国家过敏和传染病研究所                                                             | Spikevax（mRNA-1273）           | RNA              | 脂质纳米颗粒包裹mRNA                      | 2剂次 28天                                                                                        | Ⅲ期臨床 中期分析结果显示有效率为>90%，重症病例有效率为>95%。 人数：30420 地点：美国 | 紧急使用授权（92） - WHO - 美国 - 加拿大 - 欧盟 - 以色列 - 瑞士 - 台湾 - 日本 全面授权（4） - 瑞士 - 英国 - 澳大利亚 |
| 希法制药                                                                                    | COVIran                         | 灭活病毒         | 灭活SARS-CoV-2病毒                        | 2剂次 14天                                                                                        | Ⅱ/Ⅲ期臨床人数：20000 地点：伊朗 | 紧急使用授权（1） - 伊朗 |
| BioNTech、 辉瑞                                                                             | 輝瑞（復必泰）（BNT162b2）      | RNA              | 脂质纳米颗粒包裹mRNA                      | 2剂次 21天                                                                                        | Ⅲ期臨床 中期分析结果显示有效率为91.3%。 人数：43998 地点：美国、阿根廷、巴西、德国、南非、土耳其 | 紧急使用授权（126） - WHO - 英国 - 加拿大 - 美国 - 墨西哥 - 科威特 - 新加坡 - 哥斯达黎加 - 厄瓜多尔 - 巴拿马 - 智利 - 欧盟 - 阿联酋 - 阿根廷 - 伊拉克 - 哥伦比亚 - 菲律宾 - 日本 - 马来西亚 - 台灣 全面授权（7） - 巴林 - 沙特阿拉伯 - 瑞士 - 美國 - 澳大利亚 - 巴西 - 香港                            |
| 高端疫苗生物、 国家过敏和传染病研究所、 德纳维制药、 國立亞松森大學、哥倫比亞食品藥物研究所 | 高端新冠肺炎疫苗（MVC-COV1901） | 蛋白质亚基       | 刺突蛋白搭配佐剂                          | 2剂次 28天                                                                                        | Ⅲ期臨床 地點:哥倫比亞、馬利、菲律賓 人數:21000人[WHO團結三期擴大實驗] | 紧急使用授权（32） - 中華民國 - 索馬利蘭 - 巴拉圭 - 愛沙尼亞 - 聖克里斯多福及尼維斯聯邦 - 歐盟 - 泰國 |
| 诺瓦瓦克斯医药                                                                              | NVX-CoV2373                     | 蛋白质亚基       | 重组SARS-CoV-2病毒糖蛋白纳米颗粒          |                                                                                                   | Ⅲ期臨床 美国、墨西哥临床试验：最终分析结果显示有效率为90.4%，中症和重症病例有效率为100%。 英国临床试验：最终分析结果显示针对原始SARS-CoV-2病毒的有效率为96.4%，针对Alpha变种病毒的有效率为86.3%。 人数：45000 地点：美国、墨西哥、英国                                  | 紧急使用授权（30） - WHO - 欧盟 - 美国 - 印度尼西亚 - 菲律賓 - 印度 |
| 瓦尔内瓦                                                                                    | 瓦尔内瓦                        | 灭活病毒         | 灭活SARS-CoV-2病毒                        |                                                                                                   | Ⅲ期臨床人数：4000 地点：英国 | 紧急使用授权（1） - 英国 - WHO |
| 军事科学院军事医学研究院、云南沃森生物、苏州艾博生物                                        | 沃森疫苗                        | RNA              | mRNA                                      | 2剂次                                                                                             | Ⅲ期臨床人数：28000 | 紧急使用授权（1） - 印度尼西亚 |
| 香港大学、厦门大学、北京万泰生物                                                            | 鼻喷新冠疫苗（沁可宁）          | 复制性病毒载体   | 流感病毒载体，鼻腔给药                    |                                                                                                   | Ⅱ期臨床人数：720 地点：中国大陆 | 紧急使用授权（1） - 中国 |
| 神州细胞                                                                                    | 安诺能2（SCTV01C）              | 蛋白质亚基       | 重组S三聚体蛋白抗原                       |                                                                                                   | | 紧急使用授权（1） - 中国 |
| 石藥集團                                                                                    | 度恩泰（SYS6006）               | RNA              | mRNA                                      |                                                                                                   | | 紧急使用授权（1） - 中国 |
| 神州细胞                                                                                    | 安诺能4（SCTV01E）              | 蛋白质亚基       | 重组S三聚体蛋白抗原                       |                                                                                                   | | 紧急使用授权（1） - 中国 |
| 四川大学华西医院、威斯克生物                                                                | 威克欣3价                       | 蛋白质亚基       | 刺突蛋白受体结合域和七肽重复域（Sf9細胞） |                                                                                                   | | 紧急使用授权（1） - 中国 |
| 复旦大学、上海蓝鹊、云南沃森生物                                                            | 沃蓝安安（RQ3033）              | RNA              | mRNA                                      |                                                                                                   | | 紧急使用授权（1） - 中国 |
| 神州细胞                                                                                    | SCTV01E-2                       | 蛋白质亚基       | 重组S三聚体蛋白抗原                       |                                                                                                   | | 紧急使用授权（1） - 中国 |
| 石药集团                                                                                    | SYS6006.32                      | RNA              | mRNA                                      |                                                                                                   | | 紧急使用授权（1） - 中国 |

1. ↑  巴西（12688）、印度尼西亚（1620）、土耳其（13000）、中华人民共和国（1040）、智利（2300）
2. ↑  摩洛哥（600）、秘鲁（6000）
3. 1 2  位于巴林、埃及、约旦、和阿联酋的Ⅲ期临床试验同时评估国药集团武汉、北京疫苗，其45000名志愿者列入两款疫苗的试验人数
4. ↑  阿根廷（3000）
5. ↑  俄罗斯（33758）、白俄罗斯（100）、委内瑞拉（2000）、阿联酋（1000）
6. ↑  给药间隔12周或更长时间
7. ↑  巴西（10300）
8. ↑  英国（15000）

### 正在进行临床试验的候选疫苗
- 国药集团中国生物研究院重组新冠病毒疫苗於2021年4月9日获得国家药品监督管理局临床试验批件[343]。

| 研制機構                                               | 代號或名稱        | 疫苗平台         | 技术                               | 临床试验階段 |
| ------------------------------------------------------ | ----------------- | ---------------- | ---------------------------------- | --- |
| 埃尔吉耶斯大学                                         | TURKOVAC          | 灭活病毒         | 灭活SARS-CoV-2病毒                 | Ⅲ期臨床人数：40800 地点：土耳其 |
| 赛诺菲巴斯德（赛诺菲）、葛兰素史克                     | VAT00008          | 蛋白质亚基       | S蛋白搭配佐剂                      | Ⅲ期臨床人数：37430 地点：美国 |
| 四川大学华西医院                                       |                   | 蛋白质亚基       | 刺突蛋白受体结合域（Sf9細胞）      | Ⅲ期臨床人数：40000 地点：中国大陆 |
| Nanogen                                                | Nanocovax         | 蛋白质亚基       | 重组刺突蛋白搭配佐剂               | Ⅲ期臨床人数：13000 地点：越南 |
| 卡迪拉保健                                             | ZyCoV-D           | DNA              | DNA质粒                            | Ⅲ期臨床 中期分析结果显示症状性病例有效率为66.6%，中症和重症病例有效率为100%。 人数：28216 地点：印度                                                                                      |
| 聯亞生技開發、Vaxxinity                                | UB-612            | 蛋白质亚基       | 多重表位蛋白/肽                    | Ⅲ期臨床 與美國FDA合作的傳統大型臨床的期中解盲結果： - 武漢原始株有效率86% - Alpha株有效率81% - Beta株有效率76% - Delta株有效率62% - Omicron株有效率50% 人數：約20000 地點：美國等多國中心 |
| ReiThera、Leukocare、Univercells                       | GRAd-COV2         | 非复制性病毒载体 | 猿猴腺病毒載體                     | Ⅱ/Ⅲ期臨床人数：10300 地点：意大利 |
| 三叶草生物制药、葛兰素史克、德纳维制药                 | SCB-2019          | 蛋白质亚基       | 刺突蛋白三聚体亚基                 | Ⅱ/Ⅲ期臨床人数：22000 地点：比利时、巴西、哥伦比亚、多米尼加、德国、尼泊尔、巴拿马、菲律宾、波兰、南非                                                                                     |
| Medicago、葛兰素史克                                   | CoVLP             | 病毒样颗粒       | 病毒样颗粒                         | Ⅱ/Ⅲ期臨床人数：30918 地点：美国、巴西、加拿大、英国 |
| Inovio、国际疫苗研究所                                 | INO-4800          | DNA              | DNA质粒，由电穿孔法递送            | Ⅱ/Ⅲ期臨床人数：401 地点：美国 |
| AnGes、大阪大学、宝生物工程株式会社                    | AG0302-COVID19    | DNA              | DNA质粒                            | Ⅱ/Ⅲ期臨床人数：500 地点：日本 |
| CureVac                                                | CVnCoV            | RNA              | mRNA                               | Ⅱ/Ⅲ期臨床 中期分析结果显示有效率为47%。 人数：36500 地点：阿根廷、比利时、哥伦比亚、多米尼加、德国、墨西哥、荷兰、巴拿马、秘鲁、西班牙                                                    |
| 防御性创新与研究组织                                   | FAKHRAVAC         | 灭活病毒         | 灭活SARS-CoV-2病毒                 | Ⅱ期臨床人数：500 地点：伊朗 |
| 希望之城国家医疗中心、国家癌症研究所                   | COH04S1           | 非复制性病毒载体 | 修饰安卡拉痘苗病毒载体             | Ⅱ期臨床人数：240 地点：美国 |
| 中逸安科生物、辽宁茂康源生物、军事科学院军事医学研究院 |                   | 蛋白质亚基       | 刺突蛋白（CHO細胞）                | Ⅱ期臨床人数：480 地点：中国大陆 |
| 芬莱疫苗研究所                                         | Soberana Plus     | 蛋白质亚基       | 刺突蛋白                           | Ⅱ期臨床人数：450 地点：古巴 |
| 拉兹疫苗和血清研究所                                   | RAZI Cov Pars     | 蛋白质亚基       | 重组刺突蛋白                       | Ⅱ期臨床人数：500 地点：伊朗 |
| Vaxine                                                 | SpikoGen          | 蛋白质亚基       | 重组刺突蛋白搭配佐剂               | Ⅱ期臨床人数：400 地点：伊朗 |
| 上海泽润生物（云南沃森生物）                           | 202-Cov           | 蛋白质亚基       | 重组刺突蛋白（CHO細胞）            | Ⅱ期臨床人数：1056 地点：中国大陆 |
| 中东科技大学、毕尔肯大学、土耳其科学技术研究理事会     |                   | 病毒样颗粒       | 病毒样颗粒                         | Ⅱ期臨床人数：330 地点：土耳其 |
| Arcturus、杜克-国大医学院                              | ARCT-021          | RNA              | mRNA                               | Ⅱ期臨床人数：600 地点：新加坡、美国 |
| 以色列生物研究所                                       | IIBR-100          | 复制性病毒载体   | 水疱性口炎病毒载体                 | Ⅰ/Ⅱ期臨床人数：1040 地点：以色列 |
| 贝勒医学院、Biological E                               |                   | 蛋白质亚基       |                                    | Ⅰ/Ⅱ期臨床人数：360 地点：印度 |
| 肯塔基生物加工                                         | KBP-COVID-19      | 蛋白质亚基       | 受体结合域                         | Ⅰ/Ⅱ期臨床人数：180 地点：美国、加拿大 |
| 疫苗和传染病组织（萨斯喀彻温大学）                     | COVAC             | 蛋白质亚基       |                                    | Ⅰ/Ⅱ期臨床人数：108 地点：加拿大 |
| 芬莱疫苗研究所                                         | Soberana 01       | 蛋白质亚基       | 刺突蛋白受体结合域                 | Ⅰ/Ⅱ期臨床人数：676 地点：古巴 |
| 醫學研究院醫學生物學研究所                             |                   | 蛋白质亚基       | 刺突蛋白搭配血管紧张素转化酶2      | Ⅰ/Ⅱ期臨床地点：朝鮮 |
| SK生物科學                                             | GBP510            | 蛋白质亚基       | 重组表面抗原蛋白质亚基搭配AS03佐剂 | Ⅰ/Ⅱ期臨床人数：580 地点：韓國 |
| 蒂宾根大学医院                                         | CoVAC-1           | 蛋白质亚基       | SARS-CoV-2病毒HLA-DR肽             | Ⅰ/Ⅱ期臨床人数：68 地点：德国 |
| SpyBiotech、印度血清研究所                             |                   | 病毒样颗粒       | 病毒样颗粒                         | Ⅰ/Ⅱ期臨床人数：280 地点：澳大利亚 |
| Genexine Consortium                                    | GX-19N            | DNA              |                                    | Ⅰ/Ⅱ期臨床人数：170 地点：韩国 |
| GeneOne Life Science                                   | GLS-5310          | DNA              |                                    | Ⅰ/Ⅱ期臨床人数：345 地点：韩国 |
| Codagenix、印度血清研究所                              | COVI-VAC          | 减毒活病毒       |                                    | Ⅰ期臨床人数：48 地点：英国 |
| ImmunityBio、NantKwest                                 |                   | 非复制性病毒载体 | 5型人类腺病毒载体                  | Ⅰ期臨床人数：60 地点：美国 |
| Vaxart                                                 | VXA-CoV2-1        | 非复制性病毒载体 | 5型腺病毒载体                      | Ⅰ期臨床人数：35 地点：美国 |
| 慕尼黑大学                                             |                   | 非复制性病毒载体 | 修饰安卡拉痘苗病毒载体             | Ⅰ期臨床人数：30 地点：德国 |
| 國光生技                                               | AdimrSC-2f        | 蛋白质亚基       | 重组受体结合域                     | Ⅰ/II期臨床人数:240 地点:印尼 |
| SK生物科學                                             | NBP2001           | 蛋白质亚基       | 重组表面抗原蛋白质亚基搭配明矾佐剂 | Ⅰ期臨床人数：50 地点：韓國 |
| Symvivo                                                |                   | DNA              |                                    | Ⅰ期臨床人数：24 地点：澳大利亚 |
| Providence Health & Services                           | CORVax12          | DNA              |                                    | Ⅰ期臨床人数：36 地点：美国 |
| Entos制药                                              | Covigenix VAX-001 | DNA              | DNA质粒                            | Ⅰ期臨床人数：72 地点：加拿大 |
| 朱拉隆功大学                                           |                   | RNA              | mRNA                               | Ⅰ期臨床人数：96 地点：泰国 |

### 已放弃的候选疫苗
- 澳大利亚昆士兰大学和杰特公司（英语：CSL Limited）联合研发的蛋白质亚基COVID-19疫苗于2020年7月啟動，但部分受试者在第I期临床试验中出现艾滋病病毒检测假阳性结果[392]。12月11日，澳大利亚总理斯科特·莫里森宣佈放棄研製該款疫苗[393]。
- 美国默克公司于2020年6月收购奥地利公司Themis Bioscience以研发其疫苗TMV-083。该疫苗最初由巴斯德研究院研发，它使用了一种携带新冠病毒刺突蛋白基因的弱化麻疹病毒。研究人员于8月在法国和比利时启动了Ⅰ期临床试验[394]。2021年1月25日，默克公司宣布放弃研发TMV-083，因为该疫苗引起的免疫反应比自然感染弱[395]。
- 默克公司与IAVI合作开发了第二种病毒载体疫苗V590。该疫苗水使用疱性口炎病毒载体，与默克公司生产的埃博拉疫苗的方法相同。默克公司和IAVI于2020年9月30日注册位于美国的Ⅰ期临床试验[396]。但因该疫苗未能触发与新冠病毒自然感染相似的免疫反应，2021年1月25日，默克公司宣布放弃研发V590[395]。
- 伦敦帝国学院于2021年1月26日宣布放弃对其RNA候选疫苗进行大规模临床试验的计划。研究团队将专注于研发新冠病毒变体的候选疫苗[397]。
- 美国马里兰州生物制药公司Altimmune研发了一种基于5型腺病毒，名为AdCOVID的鼻喷雾疫苗。2020年12月22日，Altimmune注册了其疫苗的Ⅰ期临床试验[398]。但Altimmune于2021年6月29日宣布将放弃研发该疫苗。Ⅰ期临床试验数据表明接受疫苗的80名志愿者产生的免疫反应比预期低[399]。
- 台灣浩鼎生技股份有限公司董事會於2023年12月20日宣布，停止開發BCVax產品研發專案。[400]

### 試驗期間的风险
正在研发的疫苗可能不安全或无效。一项研究表明，在2006年至2015年之间，疫苗等生物制剂连续获得I期至III期临床试验批准的成功率为11.5％。
2020年9月8日，阿斯利康表示，由于英国一项研究中的一名对象出现贯穿性脊髓炎，该公司暂停了COVID-19疫苗的临床试验。阿斯利康在一周内已恢复了全球的临床试验，美国在10月23日恢复試驗。
2020年10月21日，巴西卫生部门表示，有一名巴西志愿者在接种阿斯利康研發的疫苗后死亡。10月29日，由聖保羅布坦坦研究所與中國大陆科興生物技術公司共同研發的COVID-19疫苗在巴西再度出現“嚴重副作用”。11月9日，聖保羅布坦坦研究所與科興生物技術公司共同研發的COVID-19疫苗暫停臨床試驗。不過11月10日，巴西衛生部門表示志願者死亡原因為自殺，故於11月11日恢復科興生物科技的疫苗試驗。
2020年12月11日，秘魯通报一名接受中國國藥疫苗的受试者接種疫苗後出現神經問題，秘魯當局決定暫停中國國藥疫苗的實驗。12月16日，實驗恢復。

## 疫苗效力
| 疫苗                   | 预防效力（依防止2019冠状病毒病症状严重性划分） | 预防效力（依防止2019冠状病毒病症状严重性划分） | 临床试验地点 | 参考资料                        |
| 疫苗                   | 轻微或中度症状                                 | 重症                                           | 临床试验地点 | 参考资料                        |
| ---------------------- | ---------------------------------------------- | ---------------------------------------------- | ------------ | ------------------------------- |
| 莫德纳疫苗             | 94%（95%CI，89-97%）                           | 100%                                           | 美国         | [ 410 ]                         |
| 辉瑞BNT疫苗            | 95%（95%CI，90-98%）                           | 未见报道                                       | 多国         | [ 411 ]                         |
| 加馬列亞卫星V疫苗      | 92%（95%CI，86-95%）                           | 100%（95%CI，94-100%）                         | 俄罗斯       | [ 248 ]                         |
| 牛津-阿斯利康疫苗      | 81%（95%CI，60-91%）                           | 100%（97.5%CI，72-100%）                       | 多国         | [ 262 ]                         |
| 牛津-阿斯利康疫苗      | 76%                                            | 100%                                           | 美国         | [ 412 ]                         |
| 诺瓦瓦克斯疫苗         | 89%（95%CI，75-95%）                           | 100%                                           | 英国         | [ 413 ] [ 414 ]                 |
| 诺瓦瓦克斯疫苗         | 60%（95%CI，20-80%）                           | 100%                                           | 南非         | [ 413 ] [ 414 ]                 |
| 克尔来福（CoronaVac）  | 50.7%（95%CI，36-62%）                         | 100%（95%CI，56.4-100%）                       | 巴西         | [ 157 ]                         |
| 克尔来福（CoronaVac）  | 83.5%（95%CI，65.4-92.1%）                     | 100%（95%CI，20.4-100.0%）                     | 土耳其       | [ 158 ]                         |
| 克尔来福（CoronaVac）  | 67%（95%CI，65-69%）                           | 80%（95%CI，73-86%）                           | 智利         | [ 415 ] [ 416 ] [ 417 ] [ 418 ] |
| 众康可维（WIBP-CorV）  | 72.8%（95%CI，58-82%）                         | 100%                                           | 多国         | [ 188 ]                         |
| 众爱可维（BBIBP-CorV） | 78.1%（95%CI，65-86%）                         | 100%                                           | 多国         | [ 188 ]                         |
| 强生疫苗               | 66%（95%CI，55-75%）                           | 85%（95%CI，54-97%）                           | 多国         | [ 419 ]                         |
| 强生疫苗               | 72%（95%CI，58-82%）                           | 86%（95%CI，-9-100%）                          | 美国         | [ 419 ]                         |
| 强生疫苗               | 68%（95%CI，49-81%）                           | 88%（95%CI，8-100%）                           | 巴西         | [ 419 ]                         |
| 强生疫苗               | 64%（95%CI，41-79%）                           | 82%（95%CI，46-95%）                           | 南非         | [ 419 ]                         |
| 科瓦克辛               | 77.8%（95%CI，65.2-86.4%）                     | 93.4%（95%CI，57.1-99.8%）                     | 印度         | [ 218 ]                         |
| 克威莎（Ad5-nCoV）     | 57.5%                                          | 91.7%                                          | 多国         | [ 420 ]                         |

1. ↑  轻度症状包括：发热、干咳、乏力、肌肉痛、关节痛、咽痛、腹泻、恶心、呕吐、头痛、嗅觉丧失、衰老、鼻塞、鼻漏、结膜炎、皮疹、寒颤、头晕。中度症状：轻度肺炎。
2. ↑  严重症状是那些需要住院治疗或导致死亡的症状：呼吸困难、缺氧、持续性胸痛、厌食、精神错乱、38 °C（100 °F）以上高温、呼吸衰竭、肾衰竭、多器官功能障碍、败血症，休克。
3. 1 2 3  临床试验中未发现任何病例。
4. ↑  给药间隔12周或更长时间。在不到6周的时间间隔内，试验发现疗效为55%（95%CI，33-70%）。
5. ↑  两次给药间隔4周。功效是“预防症状性COVID-19”
6. 1 2 3 4  中度症状病例

虽然目前的科学共识是2019冠状病毒病疫苗可以有效的保护接种者免于患病、患重症或死亡，惟一项于2021年10月下旬发表在《柳叶刀》上的研究指出，接种了两针新冠疫苗的人依然会感染新冠病毒并将病毒传染给共同居住的人，且打过两针疫苗的人传染性和没打过疫苗的人一样强。

## 接种计划
隨著疫苗研發的進展，中国大陆、美國和歐洲多國等計劃2020年10月至2021年1月期间开始允许分发和接种疫苗。

### 中华人民共和国

#### 中国大陆

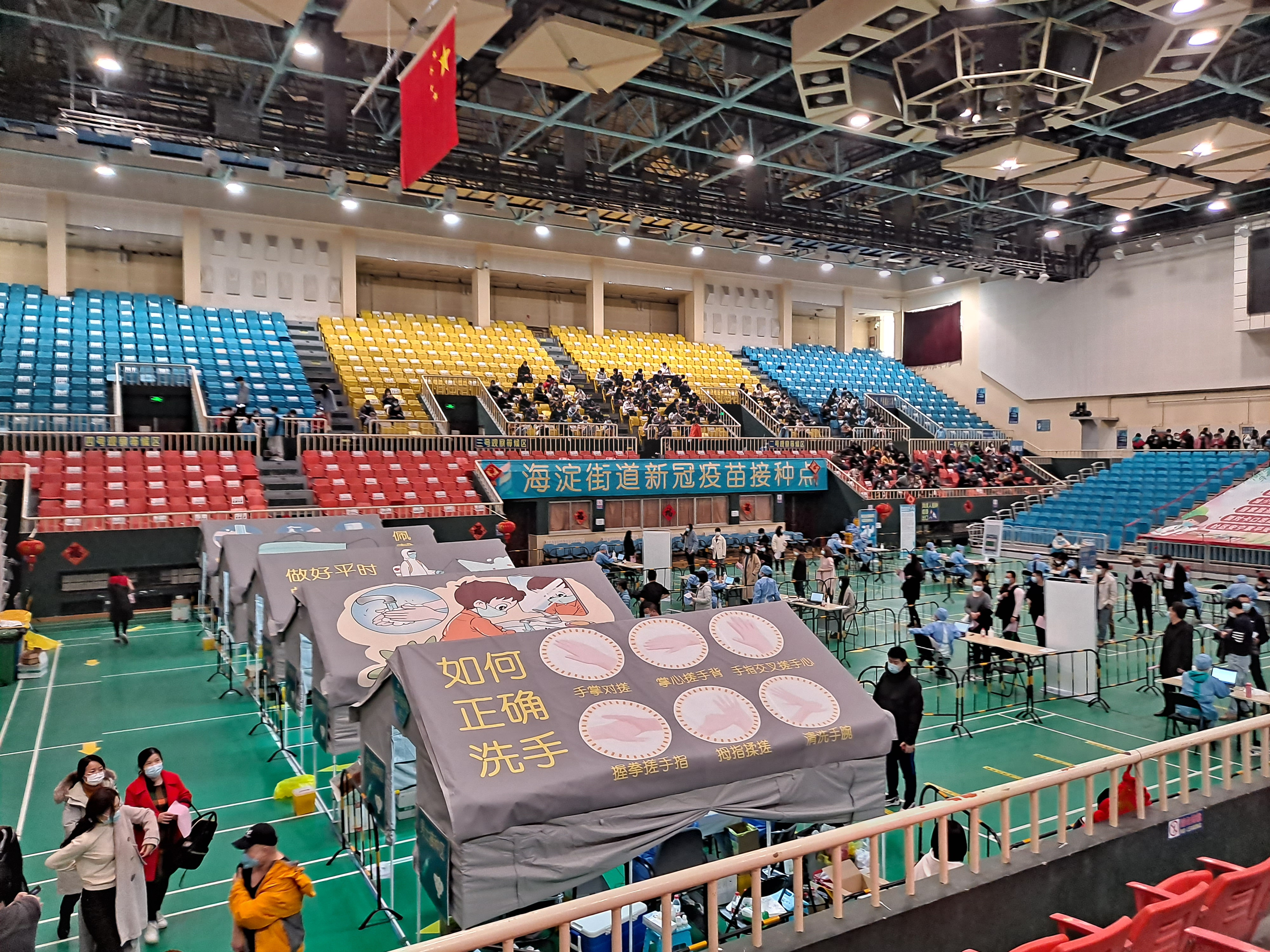
设置在北京海淀体育馆的海淀街道COVID-19疫苗接种点

2020年6月24日，国务院批准《新冠病毒疫苗紧急使用(试用)方案》，7月22日正式启动新冠疫苗的紧急使用。
2021年1月9日，国务院联防联控机制新闻发布会中，国家卫健委副主任曾益新明确，疫苗和接种服务的全部费用将由医保基金和财政共同负担，居民个人不负担费用。
2021年3月29日，国家卫健委发布了《新冠病毒疫苗接种技术指南（第一版）》。
截至2021年6月24日，中国大陆共有7款疫苗批准附条件上市或紧急使用，累计报告接种新冠病毒疫苗超过11亿剂次。
2024年7月15日起，新冠疫苗免费接种将调整为自费接种，医保基金将停止支付新冠疫苗及接种费用，各级财政机构也不再提供相关补助。

#### 香港
2020年12月23日，香港特区政府刊宪，订立《预防及控制疾病(使用疫苗)规例》(第599K章)(《规例》)，在公共卫生紧急状态下提供法律框架，引入符合安全、效能及质素要求的2019冠状病毒病疫苗作紧急使用，《規例》的有效期至2021年12月23日。
2021年2月22日，林鄭月娥聯同多名司局長在設於香港中央圖書館展覽館的社區疫苗接種中心接種科興疫苗。2月26日，香港正式啟動疫苗接種計畫。至2021年6月2日為止，共有兩款疫苗在香港獲得緊急使用批核（EUA），分別是克爾來福及復必泰疫苗，於2021年2月中旬起先後交付並投入使用；約有141万名香港居民已接受至少一劑疫苗和約有104万名香港居民已接受第二劑疫苗。
香港至2021年4月中下旬施打了130萬劑疫苗，當中20多人在注射疫苗後死亡。截至2021年5月23日有68人在接種疫苗後於醫院病房或急症室死亡，另有19名孕婦接種疫苗後流產。新冠疫苗临床事件评估专家委员会目前认为沒有死亡个案与疫苗有因果关系。香港特區政府從6月1日起不再公佈注射疫苗後的死亡事故，改為每隔兩星期在網上簡報，並且排除官方認為不相關的個案。

#### 澳門
2020年12月7日，澳门正就订购COVID-19疫苗积极与供应商联系，未来澳门市民接种疫苗属自愿性质，且为免费接种，接种计划位将会让高危人群或有特别需要的人士优先接种。14日，澳门特区政府公布COVID-19疫苗的接种安排，将以自愿为原则，为高暴露人群或有特别需要的人士等三类人员优先接种。
2021年2月1日，澳門政府宣布，第一批由國藥集團生產的10萬劑滅活疫苗，將於2月5日運抵澳門，預計将在農曆新年前後優先安排包括醫護人員、各口岸前線人員、賭場莊荷、教學人員、司機或急需往外地的人士接種。而復星醫藥同德國BioNTech合資的10萬劑疫苗，則预计在2月26日前運抵澳門。而阿斯利康的疫苗則預計最快2021年第3季才會抵達澳門。2月6日，首批由國藥集團生產的10萬劑滅活疫苗運抵澳門，于9日早上安排接種儀式，澳門行政長官賀一誠率領大部分主要官員在接種儀式上即時接種疫苗。
2021年2月8日，澳門新型冠狀病毒感染應變協調中心表示，第一階段優先接種疫苗的人群，包括前線抗疫人員、高職業暴露人群及需要前往流行地區的人士，即日可開始預約，並於2月9日9時開始接種；第二階段開放予其他居民接種，2月9日中午12時起可以預約，於2月22日後接種，有需要協助預約人士，可到社工局轄下8個站點由工作人員提供協助。為了向新冠病毒疫苗接種人士提供額外的保障，政府已選出一家保險公司就接種疫苗的不良反應或副作用而出現不良後果之情況，提供投保年期為1年的團體保險服務；被保人為任何按衛生局指引接種疫苗的人士，年齡由16至85歲（不論性別和健康狀況）。

### 中華民國（臺灣）

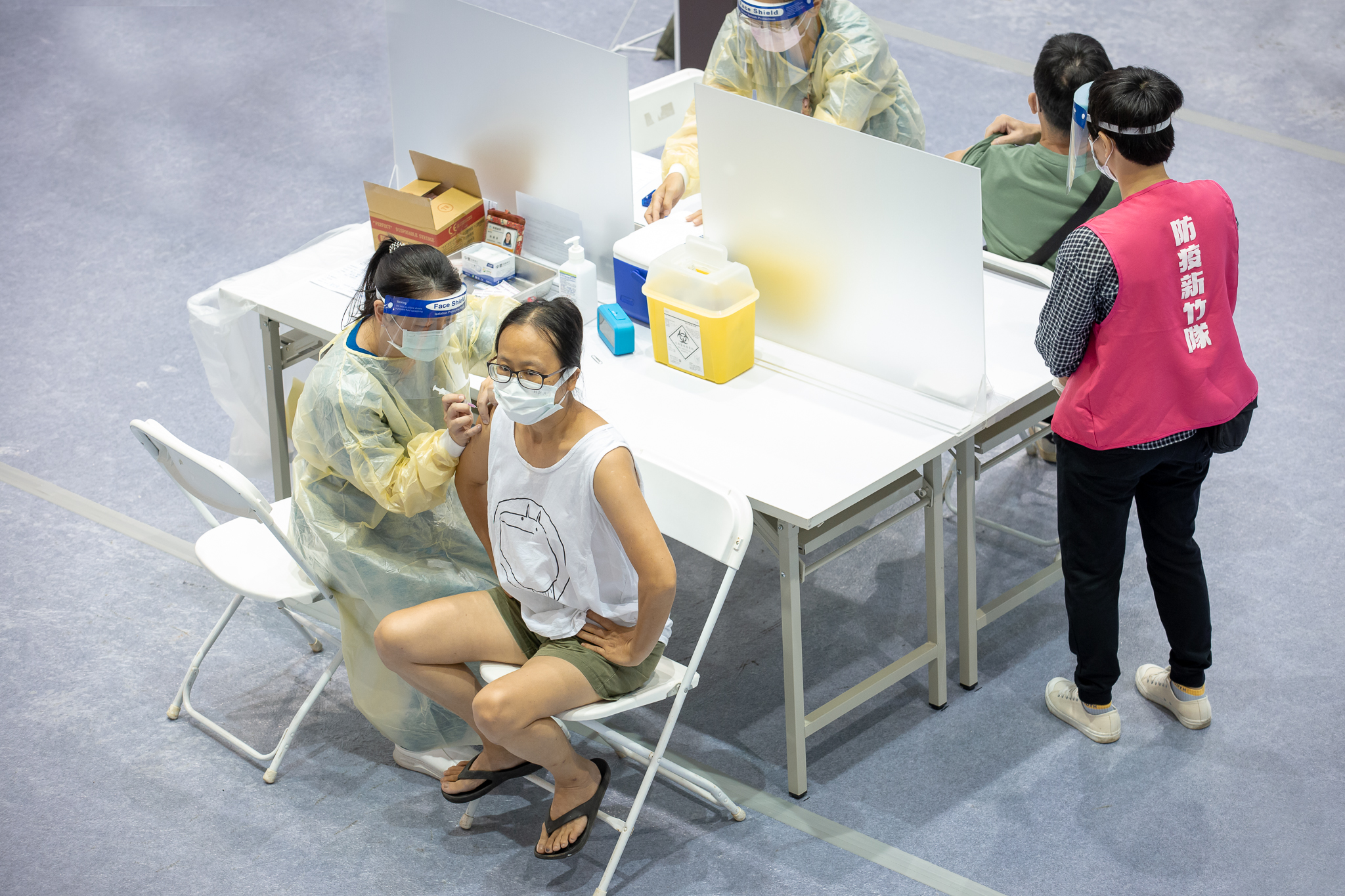
新竹市新冠疫苗接種中心，接種COVID-19疫苗。

2020年12月30日，中央流行疫情指揮中心公布台灣疫苗獲得進展。指揮中心已洽購疫苗總計近2,000萬劑，包含COVAX採購平台約476萬劑、阿斯特捷利康1,000萬劑及另一家洽談中約500萬劑疫苗。指揮中心指揮官暨衛生福利部部長陳時中表示，上述疫苗最快2021年3月可供貨，到第3季以前近八成可進口到台灣。另外，有台湾民间人士表示，建議由民間單位引進中国大陆的疫苗，但指揮中心指揮官多次表示不會引进和使用中国大陆疫苗。对此，中国大陆國台辦發言人朱鳳蓮表示，此問題存在障礙，主要是政治障礙。陳時中表示，依据《臺灣地區與大陸地區貿易許可辦法》及經濟部國貿局公告之《大陸物品不准許輸入項目彙總表》，台灣一直沒有開放中國大陆生产的血清、血液製劑和疫苗進口，並不是因為此次疫情，而是長期以來對中國大陆的製程有疑慮，加上中國大陆過去有許多疫苗曾出現問題，因此一直沒有開放中国大陆疫苗進口。
2021年2月3日，有网络傳出流行疫情指揮中心另與强生、默克、諾瓦瓦克斯接洽疫苗采购事宜。指揮官陳時中證實，進入二、三期臨床試驗疫苗廠，指揮中心陸續都有去接洽，除採購外也談相關研究合作，盼謀得雙方利益。
2021年2月10日，莫德納宣布已和政府簽署疫苗供應協議，將提供500萬劑疫苗。5月28日，首批莫德納疫苗由中華航空貨機從盧森堡啟運，中停杜拜後抵達台灣。
2021年3月3日，首批AZ疫苗從韓國以大韓航空班機運抵台灣，經檢驗與封緘後於同月22日起分配到全台57家醫院開打，行政院院長蘇貞昌及陳時中帶頭接種，上午7時40分在台大醫院施打疫苗。
2021年6月4日，日本宣布向台湾提供124万剂英国阿斯利康公司AZ疫苗，当天这批疫苗送抵台湾。6月19日，美國無償捐贈台灣250萬劑美國生產的莫德納疫苗，這250萬劑疫苗於6月20日下午運抵台灣。除了美日兩國，立陶宛、捷克、斯洛伐克及波蘭也陸續捐贈疫苗給台灣。
2021年7月11日，上海复星宣佈旗下子公司復星實業與鴻海精密、永齡基金會、台積電及裕利醫藥簽訂銷售協議，將銷售1000萬劑BNT疫苗。鴻海精密與台積電於隔日（12日）在台灣證券交易所發佈重大訊息證實。7月21日，慈濟基金會宣佈與復星實業完成500萬劑BNT疫苗採購及捐贈合約簽訂。同年9月2日，第一批93.2萬劑BNT疫苗由盧森堡國際貨運航空的CV7962班次貨機運抵台灣桃園國際機場，將會先供12歲至17歲的學生及18歲至22歲的青年施打。
2022年4月17日，衛生福利部食品藥物管理署召開專家會議，因應新型冠狀病毒疾病疫情(COVID-19)防疫需求，核准莫德納疫苗用於6至11歲兒童接種。莫德納疫苗作為兒童疫苗用法用量為施打兩劑，每劑0.25毫升（含50微克的mRNA，為成人劑量的一半）。兩劑施打間隔12週。預計2022年5月2日開始施打。
2022年4月28日，衛生福利部食品藥物管理署召開專家會議，通過輝瑞BNT兒童疫苗於5歲至11歲兒童使用，2劑至少間隔21天，但預計以上次ACIP專家建議的12週為實際接種間隔的原則。也宣布將採購220萬劑輝瑞BNT兒童疫苗，預計5月中旬前會到貨。劑量為0.2毫升、含有10微克mRNA，完整接種為2劑、至少間隔21天；針對嚴重免疫功能不全兒童至少間隔28天，且可以接種第3劑。目前有次世代疫苗，是針對BA.5，但是高端報廢率高，所以這次不訂高端疫苗。」

### 美国

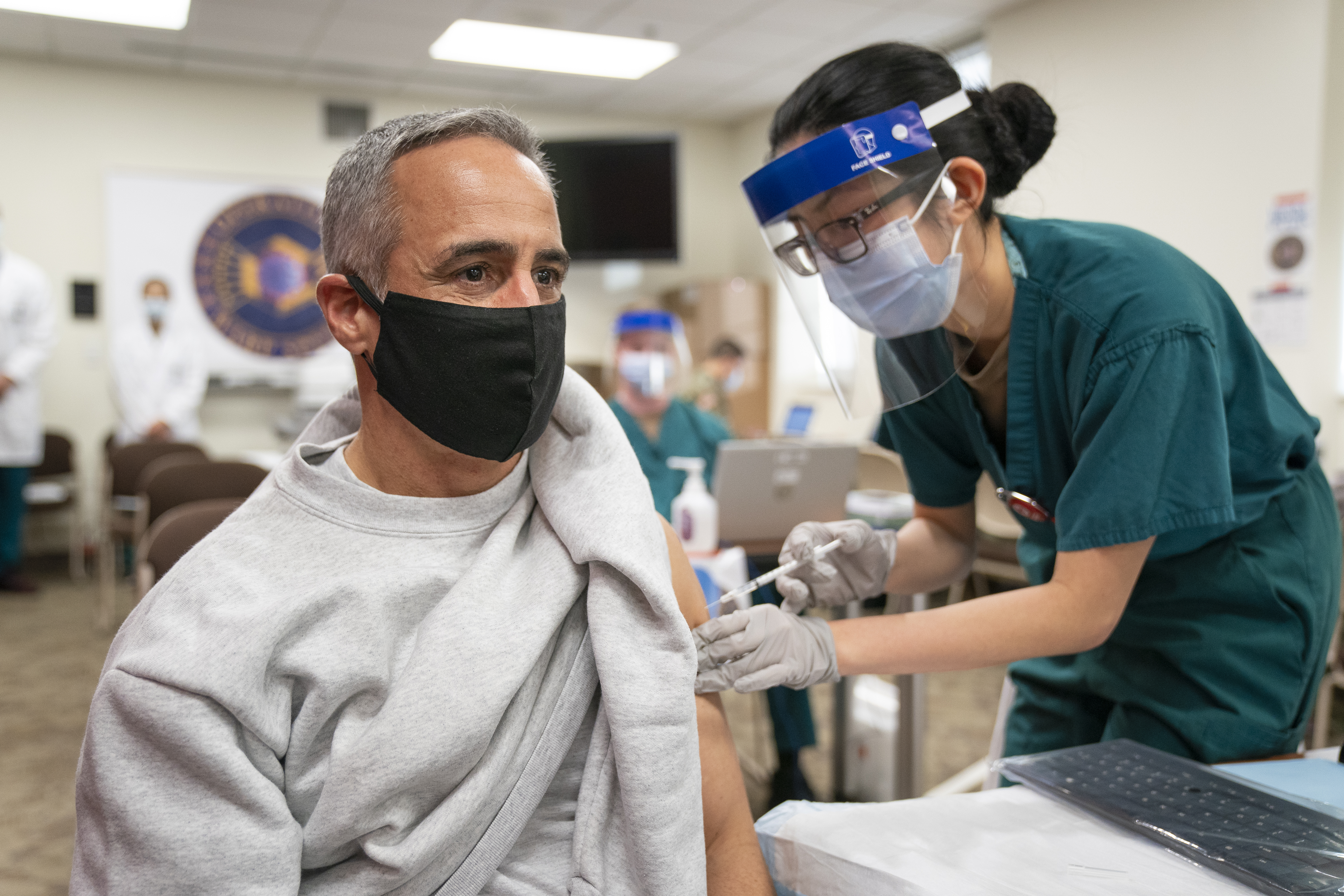
一名美国飞行员在沃尔特·里德国家军事医疗中心接受COVID-19疫苗。

2020年11月20日，辉瑞和BioNTech向美国食品药品监督管理局（FDA）提交了其COVID-19候选疫苗BNT162b2的紧急使用授权（EUA）申请，而BNT162b2于12月11日获得FDA紧急使用授权。12月14日，医护人员和长期护理机构居住者开始接种该疫苗。当选总统乔·拜登于12月21日在电视直播中接种了他的第一剂辉瑞疫苗。
11月30日，莫德纳向FDA申请候选疫苗mRNA-1273的紧急使用授权。莫德納疫苗于12月18日获得FDA紧急使用授权，并于12月21日开始接种。美国疾病预防控制中心表示，自2020年12月21日至2021年1月10日期间，美國共完成400多万剂莫德纳疫苗的注射，其中只有10人出现严重过敏反应。
2021年2月4日，强生公司向FDA申请其COVID-19候选疫苗的紧急使用授权。FDA于2月27日批准该授权的申请。强生公司已承诺在6月底前向美国提供1亿剂疫苗。
特朗普政府的目标是在2021年12月底前至少让2000万人接种第一剂疫苗，但截止12月31日，美国只有280万人接种第一剂辉瑞或莫德纳疫苗。12月，当选总统拜登承诺在上任后100天时完成1亿剂新冠疫苗的注射。2021年1月25日，拜登政府宣布每日完成150万剂疫苗注射的目标。3月9日，阿拉斯加州成为美国首个向16岁或以上人群开放COVID-19疫苗接种的州。3月11日，拜登总统表示他将指示各州、原住民保留地和领地在5月1日之前向所有美国成年人开放COVID-19疫苗接种。截至4月19日，美國一半成年國民已經至少接種了一劑新冠疫苗。

### 英国
2020年12月2日，英国批准使用辉瑞疫苗。12月8日，英国开始大规模接种疫苗，成為全球首個大規模接種2019冠状病毒病疫苗的國家。不過在疫苗接种第一天，有两人报告出现不良反应。英国药品监管机构建议有严重过敏史的人不要接种疫苗。12月31日，英国批准了由牛津大学和阿斯利康聯合研发的COVID-19疫苗紧急使用。2021年1月8日，英国允許莫德纳研發的COVID-19疫苗在英國使用。1月9日，英國女王伊丽莎白二世與丈夫菲利普親王完成疫苗接種。截至2月14日，英国有约22%的人口注射了第一剂疫苗。截至3月24日，英國民眾已接種1800萬劑阿斯利康新冠疫苗，當中30人出現血栓症狀，有7人死亡。

### 俄羅斯
2020年8月，俄罗斯卫星V（Sputnik V）注册，为全球首款注册的COVID-19疫苗。12月5日，俄罗斯莫斯科启动COVID-19疫苗接种工作，教师等高风险人群优先接种。12月27日，克里姆林宫发言人称俄國總統普丁将接种卫星V疫苗。至2021年1月2日的統計，俄罗斯已有80万人接种卫星V疫苗。
2021年5月6日，单剂2019冠状病毒病疫苗「卫星-Light」在俄罗斯批准。
2021年11月初，俄羅斯聖彼得堡當局強制60歲以上和慢性病患者接種2019冠状病毒病疫苗。截至當時，俄羅斯全國有4成人左右接種疫苗。

### 印度
印度於2021年1月16日推出第一階段疫苗接種計劃，計劃對象為國内一千萬名醫護人員和二千萬名前線人員（警察、市政人員等）接種疫苗，接種者無法選擇接種的疫苗種類。3月1日開始第二階接種計劃，對象擴大到60歲以上及45歲以上患有心臟病、糖尿病等長期病患人士，覆蓋全國2.7億人。疫苗在公立醫院免費提供，全國一萬家私立醫院發售，價格固定為250盧布。這個階段六百六萬醫護人員注射第一劑疫苗，二百四十萬人注射了兩劑疫苗，前線人員只有五百一十萬接種了疫苗。第二階接種計劃開始，申請接種疫苗的人需要在網站CoWIN上注冊。3月24日，印度衛生部記錄顯示全國有超過五千萬人接種了疫苗。5月1日開始第三階接種計劃，對象擴大到18歲到45歲人士。印度部分邦因為疫苗供應不足等問題，無法實施計劃。計劃展開一周，疫苗接種數量下降到八周以來最低。除了疫苗生產和運輸問題，疫苗接種登記網站CoWIN的設計問題被認為是原因之一。印度電信管理局數據顯示印度只有58%人口能使用網絡，CoWIN目前只能提供英文，而印度只有10%的人口懂得說英文。6月21日起，印度成年人可以免費接種疫苗。截至10月21日，印度累计接种新冠疫苗10亿剂次。

### 其他

#### 亚洲
2020年10月底，阿联酋和巴林批准对中国国药的两款COVID-19疫苗进行紧急使用。12月4日，巴林批准使用辉瑞的COVID-19疫苗。12月9日，阿聯酋正式批准中国国药的COVID-19疫苗上市。
2020年12月，哈萨克斯坦卫生部表示，俄制“卫星V”疫苗预计将在明年2月11日前在哈萨克斯坦完成注册。
2021年1月3日，印度药品管理总局批准紧急使用两种COVID-19疫苗的授权申请。
2021年1月3日，泰国政府已与中国大陆科兴控股生物技术有限公司签署COVID-19疫苗订购协议，采购200万剂COVID-19疫苗。2021年1月6日，泰国总理巴育·占奥差在个人社交媒体上宣布，年内为全国至少半数民众免费接种疫苗。
2021年1月11日，韓國總統文在寅表示自2月起，韩国公民可免費接種疫苗。2月26日，韓國開啟疫苗接種。
2021年1月4日，日本首相菅义伟4日在记者会上宣布，将在2月下旬之前启动COVID-19疫苗接种。他表示自己有意率先接种。2月17日，日本启动新冠疫苗接种工作。
2021年1月13日，約旦启动接种國藥集團研發的COVID-19疫苗计划；印尼總統佐科·維多多通过电视直播接种科興生物研發的疫苗；土耳其緊急批准科興生物研發的疫苗；阿塞拜疆的民众開始大规模接种科兴公司生产的COVID-19疫苗。
2021年1月19日，新加坡的民众开始进行大规模冠状病毒疫苗接种工作。
2021年2月1日，巴基斯坦正式接受中国政府首批对外援助的新冠疫苗。2月3日，巴基斯坦全国范围内的疫苗接种开始进行。2021年4月9日，巴基斯坦授权紧急使用中国科兴新冠疫苗。据印度亚洲国际新闻社(ANI)报道，在中国康希诺生物公司的帮助下，巴基斯坦国立卫生研究院(NIH)成功在本土生产新冠疫苗，并将于5月底上市。
2021年2月21日，以色列政府表示，该国已有近半人口接种新冠疫苗。2021年7月底，由於原本注射兩針的疫苗對德爾塔變異毒株效果不佳，以色列开始为60岁以上人群接種新冠疫苗第三针加强针。
2021年11月16日，菲律賓批准中国科兴公司生产的新冠疫苗作为加强针在菲律宾接种。
2021年11月26日，阿联酋卫生部表示，该国已经施打逾2180万剂新冠疫苗，100%的目标人口已接种至少一剂疫苗，而完成全程接种的人口比例达到90.18%。12月27日，該國又批准紧急使用中国国药新型重组蛋白疫苗作为加强针。
2022年1月5日，越南政府常务副总理范平明表示越南成為新冠疫苗接种率最高的6个国家之一。
2022年1月10日起，印度开始为医护人员、一线工作者和有基础病的60岁以上人群接种新冠疫苗加强针。
2022年2月底，韓國開始为高风险人群施打第四剂冠病疫苗。

#### 欧洲

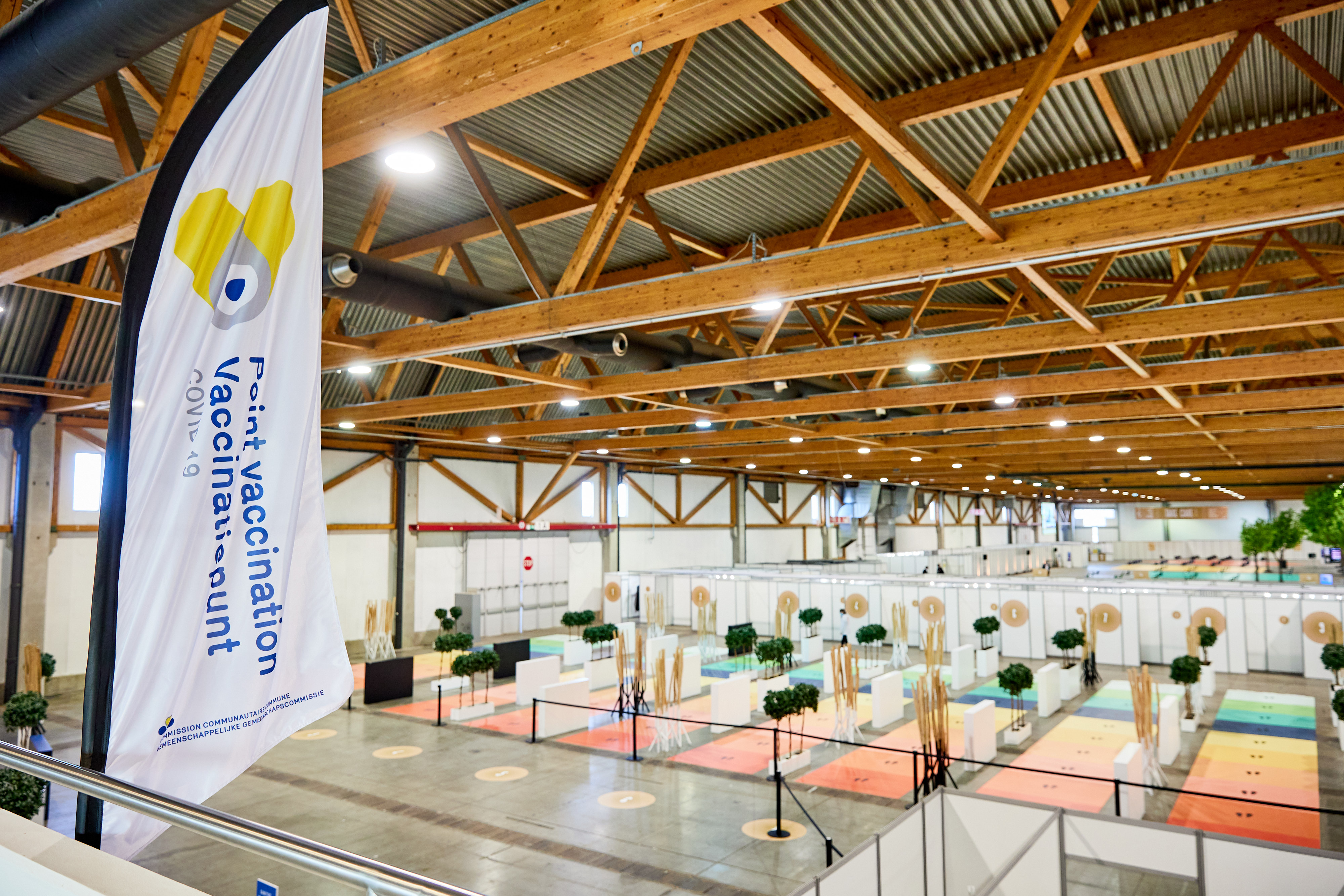
在比利时布鲁塞尔的一个疫苗接种中心内部。

2020年12月，据希腊媒体报道，已激活电子处方服务的希腊公民将在疫苗接种工作开始后收到带有预约信息的短信或电子邮件。
2020年12月24日，法国高级卫生管理局发布公告，对德国生物新技术公司与美国辉瑞公司联合开发的COVID-19疫苗的有效性表示认可，并批准在年龄为16岁及以上的人群中接种。2021年1月8日，法國批准使用莫德納疫苗。
2021年1月29日，匈牙利成为首个批准使用中国疫苗的欧盟国家。匈牙利现已采购的疫苗包括俄罗斯“卫星-V”疫苗、美德合作研发的辉瑞-BioNTech疫苗、英国牛津-阿斯利康疫苗、美国莫德纳疫苗、中国国药集团疫苗、中国康希诺新冠疫苗和印度Covishield疫苗。同日，欧盟委员会批准阿斯利康与牛津大学联合研发的疫苗附条件上市。
2021年3月7日，奥地利卫生监管机构宣布，由于該國出现两名护士接种疫苗后分别病亡和发生肺栓塞，奧地利暂停一个批次的阿斯利康新冠疫苗的接种。
2021年5月17日，德國聯邦衛生部宣佈6月7日起取消新冠疫苗接种排序规定，16歲以上人士可以接種疫苗。
2021年9月起，德國为老年人及免疫力低下者接种新冠疫苗加强针。
截至2021年9月14日，意大利各大区疫苗接种率达到74.28%。
截至2021年10月18日，德国国内人口总数65.8%的人完全接种新冠疫苗。
法國自2021年11月27日新冠疫苗加强针接种范围扩大至18岁以上人群。2021年12月15日起，65岁以上人群必须接种加强针才能继续持有健康通行证；同時加强针接种范围将扩大至50岁至64岁人群。
2021年11月16日，爱尔兰將加强针接種範圍從60岁以上人群和医务工作者扩大到50岁至59岁的人群和16岁至59岁有基础疾病的人群。
2021年12月10日，德国联邦议院和联邦参议院通过了医护人员义务接种新冠疫苗的法律。
2022年2月1日起，奧地利全國強制接種疫苗。
2022年7月21日，西班牙決定对80岁以上年龄段的民众接种第四针新冠疫苗加强针。

#### 美洲

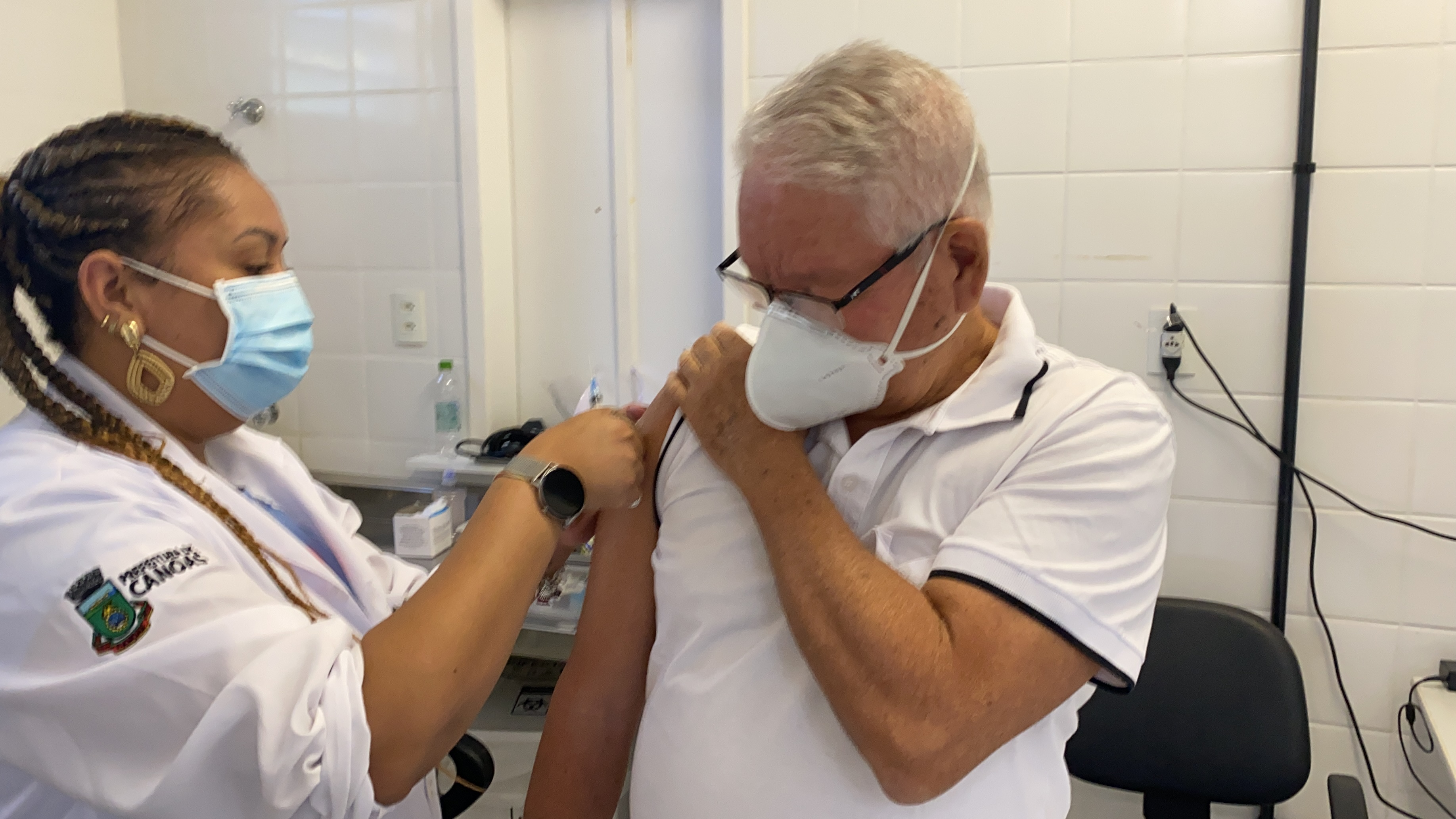
在巴西接受第二劑克爾來福疫苗的老年人。

2021年3月24日，古巴開始為國内一線醫護人員接種主權2號疫苗，將有十五萬醫護人員接種疫苗。5月12日，古巴本地開始展開大規模接種計劃。
2021年1月18日，巴西国家卫生监督局宣布，批准中国大陆和英国两款COVID-19疫苗在该国紧急使用。
2021年4月7日，智利公共卫生研究院专家委员会给予中国康希诺新冠疫苗在智利紧急使用许可。9月6日，智利公共卫生研究院专家委员会给予中国科兴公司新冠疫苗在6岁至17岁人群中的紧急使用许可。11月25日，智利公共卫生研究院允許中国科兴疫苗可在3至6岁人群中使用。
2021年10月1日。阿根廷政府批准中国医药集团有限公司研发的新冠疫苗在该国3至11岁儿童中紧急使用。
2021年11月起，古巴开始为民众接种新冠疫苗加强针。

#### 非洲
2021年1月25日，埃及开始为医护人员接种中国国药集团生產的新冠疫苗。

#### 大洋洲
2021年7月23日，澳大利亚临时批准辉瑞新冠疫苗用于12岁至15岁人群接种。
2022年1月10日起，澳大利亚允許5岁至11岁儿童提供辉瑞疫苗接种。同年4月起，澳大利亚为脆弱人群打第二针加强针。

## 疫苗安全、供应及相关议题

### 疫苗副作用与安全性
接种新冠疫苗后通常伴有发烧、恶心等由免疫反应导致的副作用，虽然对健康人不会有持续影响，但可能因此令体弱多病的病患注射疫苗后引起并发症，甚至死亡。尽管有些人在接种疫苗后不久会因年龄或潜在疾病而引起不适，但目前尚未有明确证据表明注射疫苗后的死亡事件与疫苗本身有直接的关系。
各国接种计划大规模展开后，接种人群中所产生的一些症状与疫苗的关系，有待进一步研究、调查。

#### 貝爾氏麻痹症
2020年12月，因為輝瑞疫苗在第三期臨床試驗中出現被稱為貝爾氏麻痹症的「面癱」個案，此症因而被認為是該疫苗的罕見副作用之一。
2021年7月15日，香港特區政府根據疫苗專家委員會分析多宗接種中國科興克爾來福疫苗後發生的多宗不良反應案例後，正式將又稱「面癱」的貝爾氏麻痹症列為中國科興克爾來福疫苗的副作用之一。
接种后貝爾氏麻痹症症状一般不严重、可自愈，所以接种疫苗益处仍远大于弊。

#### 血栓与低血小板
2021年2月，奧地利兩名女子接种阿斯利康疫苗後，發生凝血障礙，其中一人死亡，另一人因肺栓塞住院治疗，2021年3月3日，奥地利暂停使用有關批次的疫苗。尽管尚未确定血栓与接种疫苗的联系，但丹麦、挪威、冰岛、罗马尼亚、保加利亚、爱尔兰、西班牙、德国、瑞典等十几个国家也暂停了该疫苗的使用，同时等待欧洲药品管理局完成安全审查。3月18日，欧洲药品管理局繼續推荐接种阿斯利康疫苗，欧洲药监局認为阿斯利康疫苗与接種者血栓风险上升没有联系，也没有证据证明某批次或者某厂生产的疫苗存在问题。多國開始恢復接種疫苗。不過4月7日，欧洲联盟药物监管机构又认为，应把异常且有潜在生命危险的血栓列为牛津-阿斯利康新冠病毒疫苗的罕见副作用；欧洲药品管理局4月13日发布信息更新，称阿斯利康疫苗与血栓形成之间“有可能存在因果关系”。根据8例六十岁以下接种者血栓与低血小板病例，欧洲药品管理局4月20日称強生疫苗与罕见血栓形成之间也有“可能的联系”，但总体而言接种益处仍然大于风险。
挪威、德国等国学者发现，因接种牛津-阿斯利康新冠病毒疫苗而产生血栓的患者体内均出现了PF4-polyanion抗体阳性及高水平的肝素，而提出了该腺病毒疫苗导致血栓及血小板减少罕见不良事件的一种可能机制。因接种监测过程中发现6起罕见血栓事件，4月13日美国疾病控制与预防中心与美国食品药品监督管理局联合建议暂停強生2019冠狀病毒病疫苗接种，以待进一步调查、分析、决定。上述两家美国监管机构经研究于4月23日撤回了暂停強生疫苗接种的决定，但其专家委员会建议五十岁以下女性接种者应充分了解出现罕见血栓的可能风险。
鉴于两种不同腺病毒疫苗大规模接种过程中出现类似的血栓形成与血小板减少罕见事件，腺病毒载体本身作为一种疫苗开发平台是否存在内在隐患，引起关注。另外两种腺病毒载体类型新冠疫苗开发机构加马列亚研究中心及康希诺生物则表示，在近来大规模接种其疫苗过程中均未发现类似血栓事件。
截至2021年4月22日，英國已有168人在接种阿斯利康&牛津大学疫苗后出现血栓症状，其中32人死亡。4月27日，加拿大出現首起接种阿斯利康-牛津疫苗后出现血栓并导致死亡的案例。
因可能的血栓风险，美国食品药品监督管理局2022年5月5日宣布除少数有特殊情况或需求的成年人之外，应停止強生2019冠狀病毒病疫苗的接种。

#### 心肌炎或心包炎
根据以色列卫生部的说法，在一小群16-30岁的男性中，第二剂辉瑞疫苗与轻度心肌炎之间可能存在着关系。在2020年12月至2021年5月期间，在500万名接种者中出现了275例心肌炎，其中95%被归类为轻度心肌炎。类似现象也在美国mRNA疫苗（辉瑞或莫德纳疫苗）接种者当中被观察到。6月23日，美國疾病管制與預防中心（CDC）专家委员会讨论了相关接种数据，认为mRNA疫苗接种与青少年及年轻人的罕见心脏炎症（心肌炎或心包炎）“存在可能的关联”。
欧洲药品管理局7月9日证实，接种mRNA疫苗之后存在心肌炎或心包炎的稀有案例，主要发生于接种14天之内（多为第二剂）的年轻男子。该管理局建议将心肌炎及心包炎列为辉瑞及莫德纳疫苗可能的副作用。

#### 格林－巴利综合征
据美国食品药品监督管理局数据，強生2019冠狀病毒病疫苗在极罕见情况下可能触发格林－巴利综合征。 之前欧洲药品管理局也建议对于阿斯利康疫苗触发该症状的可能性提出警示。

#### 貫穿性脊髓炎
歐洲藥品管理局分別於2021年10月及2022年1月建議將貫穿性脊髓炎列為強生及阿斯利康疫苗的可能副作用。監管機構未有公佈出現此症狀的人數。

### 疫苗供應問題
由於疫苗供不應求，2021年1月22日，阿斯利康宣布2021年第一季度僅能向欧盟供应少量疫苗，引發歐盟不滿。欧盟呼籲阿斯利康的英国工厂提高產量。
而為緩解疫苗緊張，欧盟又决定对在欧盟内生产的疫苗实行出口管控措施。此舉又招致世卫组织批評。世卫组织總幹事谭德塞表示，疫苗民族主义無助於緩解疫情。2021年4月27日，歐盟不滿阿斯利康延遲交付宣佈起訴阿斯利康。2021年6月中旬，比利时布鲁塞尔一审法庭裁定阿斯利康必須於9月27日前交貨8020萬劑疫苗，否則每劑罰款10歐元。歐盟原本希望法庭判處阿斯利康須在6月底前交付1.2億劑疫苗，9月底前完整交貨3億劑，及對延遲運交的疫苗每劑每天罰款10歐元，但法庭裁決的交付量及每劑的延期罰款明顯少過歐盟要求的數字，而阿斯利康已經在法庭宣判前交付了近7000萬劑疫苗，亦即只需在9月27日前交付多約1000萬劑便能達到裁決要求，不過法庭也表示阿斯利康仍是要盡力完成3億劑的總交貨量。

### 争议

#### 对部分疫苗研究速度的质疑
2020年3月18日，中华人民共和国清华大学清华长庚医院急危重症部部长陈旭岩就美国COVID-19疫苗已开始人体临床试验表示，“美国这一针打在人体身上的疫苗，从推断上来说实在是太快了。疫苗的研发，有一系列国际标准的法规和技术标准，必须不能跳步的东西就不能跳步，除非很早就开始进行试验，更早的拿到了病毒株。”
2020年8月，俄羅斯成為率先批准新冠病毒疫苗的國家，該國生產的「Sputnik V」將於10月起大規模接種，然而由於疫苗在三期臨床試驗之前取得許可，如此匆促的決定也引起全球的關注。
英國倫敦帝國理工學院傳染病專家特裏戈寧（John Tregoning）說：「這種疫苗採用現有的技術。它已經達到很高的標準，使用我們知道可以安全用於人的東西，並且將對那些參與試驗者進行非常嚴格的管控……是的，進行的十分之快，但這是一場與病毒的競賽，而不是科學家之間的競爭，而且這樣做是為了人類的利益。」英國廣播公司報導指，該次實驗的「mRNA-1273」疫苗並非由引起2019冠状病毒病的病毒製成。取而代之的是，是從科學家已經能夠在實驗室製造的病毒複製而來的基因編碼研發出來，希望能激發人體自身的免疫系統抵抗感染。

#### 質疑疫苗是否安全或有效
美国宾夕法尼亚大学医学院副教授张洪涛认为，腺病毒载体疫苗的技术路线是可行的，也可以表达抗原，但存在一定的安全风险，因为该疫苗“同时引入了作为载体的腺病毒，而腺病毒本身也是一种病毒”，虽然在疫苗设计中会考虑到病毒复制的风险，但“整个技术路线的安全性尚未经历过大规模使用的验证”。
辉瑞疫苗在进行44000人临床试验時有6人死亡，其中两人是在注射疫苗后死亡。美国FDA随后澄清死亡案例与疫苗无关，并解释“所有死亡案例都代表发生在其所在年龄段的一般人群中的事件，发生率相似”。
2021年1月，挪威开始疫苗接种后，短期内有23名80岁以上老人在注射疫苗后死亡，有怀疑认为疫苗的轻微副作用也可能对年老体弱者有较高风险。截至1月18日，挪威公共卫生学院已调查了23例死亡病例中的13例，调查人员尚未得出疫苗导致死亡病例的结论。
彼得·多西（Peter Doshi）在《英国医学杂志》所办博客BMJ Opinion上计算称，辉瑞疫苗有效率其实只有29%。有文章对其中算法的问题予以反驳，同时批评多西是美国“反疫苗运动”的成员，平日主要批评政府对疫苗接种的推广行为。
2021年1月，印度首都新德里超4000名接种者中，有多达51名医护人员在接种疫苗后出现不良反应，其中一人被送入了医院的重症监护室（ICU）。
2021年1月，美國加利福尼亞州一个社区中心有不到10人在接种莫德納疫苗后24小时内幾乎所有人出现严重的过敏反应。加州一家机构报告称，出現不良反應的人接種的41L20A批次的莫德納疫苗的潜在过敏反应数量高于正常水平。1月17日，加州公共卫生部(California Department of Public Health)建议当地医疗機構暂停41L20A批次的莫德納COVID-19疫苗的接种工作。
2021年1月，據以色列卫生部表示，在以色列民眾接种辉瑞/BioNtech疫苗疫苗后，超过12400人SARS-CoV-2检测呈阳性，而其中有69人已接受第二剂接种。
2021年2月，菲律宾食品与药物管理局局长多明戈称不建议经常暴露在疫情风险中的医护人员接种中国科兴生物疫苗，原因是它对抗冠病的效能仅为50.4%。
截至2021年3月16日，香港2019冠狀病毒病疫苗接種計劃展開只有兩週多，在已接種最少一劑疫苗的16.6萬人之中，便有七人在接種中國科興疫苗後身亡，即每2.4萬人接種疫苗後便有一人死亡，香港的死亡率比英美等國的全民接種計劃高出最少一倍，死者年齡中位數62歲，亦低於英美，惟香港特區政府不認為該等接種人士的死亡與接種疫苗有關。

#### 临床试验真实性问题
2020年4月底，阿斯利康与牛津大学达成合作后，便开始向参加大规模临床试验的英国志愿者注射AZD1222疫苗。该试验的原计划是为英国的试验参与者注射2剂全剂量的疫苗，但是在注射第1剂后，研究人员注意到一些人出现的副作用比预期的要轻，随后他们回头检查发现第1剂疫苗浓度为标识浓度的一半，因此一些志愿者相当于只注射了半剂量的疫苗。牛津大学决定改变实验计划，将部分志愿者试验剂量改为1.5剂，并称他们与监管机构讨论了这一问题。然而，2020年11月两家机构发声明公布其疫苗有效性为90%时，并未披露这一关键错误。根据阿斯利康说法，只有约2741人接种1.5剂疫苗，约8895人接种2剂疫苗。查塔姆研究所卫生研究员索尔兹伯里称低剂量组的人数少，因此很难确定该组试验数据（90%有效性）是否真实有效，或者只是纯属统计巧合，另外低剂量组中的志愿者没有一人超过55岁，人群年龄偏小也意味着感染COVID-19的风险更小。因此，这很难确定低剂量组有效性达90%，是否受到剂量影响、还是年龄影响。佛罗里达大学生物统计学家迪安（Natalie Dean）则称在披露候选疫苗试验结果的透明度与严谨度上，阿斯利康与牛津大学做得很烂（poor grade）。对此，阿斯利康生物医药研发部执行副总裁潘加洛斯称，“该错误其实无关紧要。”“即使你只相信全剂量、全剂量数据……我们疫苗的有效性也达标了，疫苗获得批准的门槛是疫苗有效性超过60%。”

#### 陰謀論
社交媒体上的部分帖子宣扬一种阴谋论，称2019冠状病毒病及其病原体已经为人所知，而且已经有了疫苗。这些社交媒体帖子并引用了一些涉及其他冠状病毒毒株（如SARS冠状病毒）的基因序列和疫苗的专利。

#### 疫苗劑量的覆蓋率和病毒序列突變
研究發現在16個國家中，打足完整疫苗劑量的覆蓋率和delta variant病毒序列突變的頻率（mutation frequency)有高度的對數負相關（R-square= 0.878)。這個結果指出完整疫苗接種可能可以有效的壓抑病毒突變的發生。

#### 新冠疫苗知识产权豁免问题
2020年10月印度和南非向世界貿易組織建議在2019冠状病毒大流行這個「特殊情況」下豁免《與貿易有關的知識產權協定》某些規定，有助擴大疫苗產能，緩解疫苗供應問題。提案馬上遭到美國，歐盟，英國，挪威，瑞士，日本，加拿大，澳大利亞和巴西的反對，之後11月和12月的會議，再次遭到反對。相反有100多個國家支持這個提案。美國貿易代表處表示保護專利才是迅速交付疫苗和有助研究治療的方法，歐盟表示沒有證據表明專利問題對2019冠状病毒病的疫苗和治療研究造成障礙。《華爾街日報》摘文表示提案是「專利盜竊」。
2021年5月5日美國總統拜登表示支持新冠疫苗專利豁免，歐盟也隨後表示認同，立場和之前相反。製藥商表示反對，認為提議讓他們失去部分收入。德國持反對意見，德國政府發言人稱「保护知识产权是创新的源泉，未来也必须加以保持」。《路透社》報導法國總統马克龙表示非常支持豁免專利，雖然有法國官員評論事件“我要提醒你们的是，连一剂疫苗都没向其他国家出口过的美国，现在却在讨论放弃专利”，但報導亦指出美國已向墨西哥和加拿大借出數百萬劑阿斯利康疫苗。輝瑞公司透露他和美國白宮簽署協議在3月31日之前禁止將美國生產疫苗運輸到國外，在4月份才開始向墨西哥出口在美國工廠生產的輝瑞疫苗。除德國外，英國、美國的盟友及美国商界皆反对豁免，全球创新政策中心表示“没有证据”表明豁免知识产权能够提升疫苗产量。世衛組織稱美國此舉是全球抗疫的「不朽時刻」，世衛總幹事譚德塞稱美國的決定展現出智慧和道德領導力。路透社引述一名美國高層官員的消息，指拜登政府的建議引發不少官員及公司擔憂，他們擔心開放疫苗專利將令中國、俄羅斯等國取得美國生物製藥的尖端技術。世界貿易組織總幹事恩戈齊·奧孔約-伊衞拉在5月11日表示樂意見到這一議題的進展，世貿將於5月底開會討論，並就豁免專利、技術轉讓及讓發展中國家更易取得疫苗等議題進行協商，期望可在12月達成框架協議。5月17日，中國外交部發言人赵立坚回應關於疫苗專利豁免問題时，表示中國「完全理解并支持」。
2022年当地时间6月12日至17日，经世界贸易组织第12届部长级会议的多日讨论，宣布达成了包括新冠疫苗知识产权豁免协议在内的诸多协议，而该豁免协议会使南非等发展中国家的公司更容易在有限的情况下生产和出口已获专利的新冠疫苗，如果得到本国政府批准，则无需征得专利持有人的同意。南非、印度、美国、中国等国的贸易代表均对该协议持赞成态度。就此事，美国媒体《华尔街时报》发布名为“拜登送给北京的专利礼物”的评论文章，表示世界贸易组织成为打击美国创新的工具，协议损害美国的知识产权，对美国国家利益造成损害，并表示该协议允许中国等发展中国家窃取新冠疫苗知识产权。美国商会亦发表声明，表示该协议开了个坏头，既阻碍创新、削弱创新公司能力，又不会解决任何阻碍疫苗接种的实际问题。

### 相关产品
2021年8月30日中国国药采用新冠灭活疫苗免疫后血浆制备的新冠肺炎特异性治疗药物COVID-19人免疫球蛋白（pH4），被批准开展临床试验。